# Olympische Sommerspiele 1928/Leichtathletik
| Olympische Spiele 1928 Medaillenspiegel Leichtathletik | Olympische Spiele 1928 Medaillenspiegel Leichtathletik | Olympische Spiele 1928 Medaillenspiegel Leichtathletik | Olympische Spiele 1928 Medaillenspiegel Leichtathletik | Olympische Spiele 1928 Medaillenspiegel Leichtathletik | Olympische Spiele 1928 Medaillenspiegel Leichtathletik |
| Platz                                                  | Land                                                   | Goldmedaillen                                          | Silbermedaillen                                        | Bronzemedaillen                                        | Total                                                  |
| ------------------------------------------------------ | ------------------------------------------------------ | ------------------------------------------------------ | ------------------------------------------------------ | ------------------------------------------------------ | ------------------------------------------------------ |
| 1                                                      | USA                                                    | 9                                                      | 8                                                      | 8                                                      | 25                                                     |
| 2                                                      | Finnland                                               | 5                                                      | 5                                                      | 4                                                      | 14                                                     |
| 3                                                      | Kanada                                                 | 4                                                      | 2                                                      | 2                                                      | 8                                                      |
| 4                                                      | Großbritannien                                         | 2                                                      | 2                                                      | 1                                                      | 5                                                      |
| 5                                                      | Deutsches Reich                                        | 1                                                      | 2                                                      | 6                                                      | 9                                                      |
| 6                                                      | Schweden                                               | 1                                                      | 2                                                      | 4                                                      | 7                                                      |
| 7                                                      | Frankreich                                             | 1                                                      | 1                                                      | 1                                                      | 3                                                      |
| 8                                                      | Japan                                                  | 1                                                      | 1                                                      | –                                                      | 2                                                      |
| 9                                                      | Irischer Freistaat                                     | 1                                                      | –                                                      | –                                                      | 1                                                      |
| 9                                                      | Polen                                                  | 1                                                      | –                                                      | –                                                      | 1                                                      |
| 9                                                      | Südafrikanische Union                                  | 1                                                      | –                                                      | –                                                      | 1                                                      |
| 12                                                     | Chile                                                  | –                                                      | 1                                                      | –                                                      | 1                                                      |
| 12                                                     | Haiti                                                  | –                                                      | 1                                                      | –                                                      | 1                                                      |
| 12                                                     | Niederlande                                            | –                                                      | 1                                                      | –                                                      | 1                                                      |
| 12                                                     | Ungarn                                                 | –                                                      | 1                                                      | –                                                      | 1                                                      |
| 16                                                     | Norwegen                                               | –                                                      | –                                                      | 1                                                      | 1                                                      |

Die Leichtathletikwettbewerbe bei den IX. Olympischen Spielen 1928 in Amsterdam fanden vom 29. Juli bis 5. August statt. Erstmals waren auch Frauen teilnahmeberechtigt, wenn auch nur mit fünf Disziplinen. Bei den Männern standen 22 Wettbewerbe auf dem Programm.

## Boykott
Da die Frauen erst mit Verzögerung geladen worden waren und dann in der Leichtathletik auch nur in fünf Disziplinen starten durften, boykottierten die britischen Leichtathletinnen die Spiele, obwohl sie große Medaillenchancen gehabt hätten. Dabei handelt es sich um den einzigen Boykott in der olympischen Geschichte aus Gründen des Geschlechts.

## Stadion

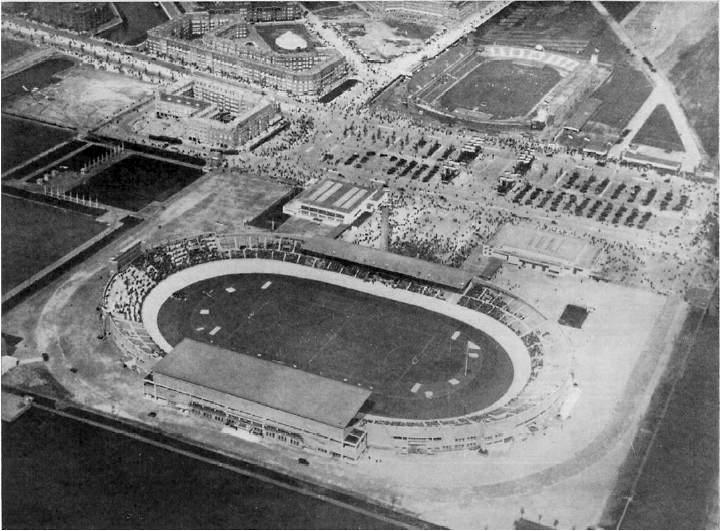
Das Olympiastadion Amsterdam mit dem alten Stadion im Hintergrund

Jan Willems, der Architekt des Stadions, erhielt eine Auszeichnung für seine Arbeit. Die Anlagen waren zweckmäßig und nach dem damaligen Zeitgeschmack gefertigt. Die Rundbahn hatte wie heute eine Länge von 400 Metern. Aber nach ihrer Fertigstellung zeigten sich erhebliche Unzulänglichkeiten, durch welche die Austragung der Wettbewerbe in arge Bedrängnis gerieten. Es traten Risse auf in der Oberfläche, ganze Teile sackten ein. Der Initiative des schwedischen Trainers der niederländischen Sportler war es zu verdanken, dass es nicht zu einem Debakel kam. Zusammen mit vierzig Athleten machte er sich an die Arbeit und schaffte es, die Wettkampfanlage bis zum vorgesehenen Beginn der Spiele in einen guten Zustand zu versetzen.

## Teilnehmer
Nachdem die deutschen Sportler zweimal nach dem Ersten Weltkrieg nicht an den Olympischen Spielen hatten teilnehmen dürfen, wurden sie hier in Amsterdam wieder eingeladen und waren mit dabei. Die großen Nationen mit all ihren Stars und Weltklasseleichtathleten sorgten mit ihren Leistungen für spannende und hochklassige Wettbewerbe.

## Wettbewerbe
Im Wettbewerbsangebot gab es noch einmal einige Veränderungen. Für die Männer wurden folgende fünf Disziplinen gestrichen:
- 3000-Meter-Mannschaftslauf
- Querfeldeinlauf, Einzelwertung
- Querfeldeinlauf, Mannschaftswertung
- 10.000-Meter-Gehen
- Fünfkampf

Damit gab es keine Wettbewerbe im Gehen bei diesen Spielen. Diese Disziplin kam vier Jahre später allerdings wieder ins olympische Programm. Abgesehen vom Gehsport war das Wettkampfangebot damit identisch gegenüber heute.
Bei den Frauen, die erstmals an Leichtathletikwettbewerben bei Olympischen Spielen teilnehmen konnten, standen fünf Wettbewerbe auf dem Programm.
- 3 Laufdisziplinen:
  - 100-Meter-Lauf
  - 800-Meter-Lauf
  - 4-mal-100-Meter-Staffel
- 1 Sprungwettbewerb:
  - Hochsprung
- 1 Wurfdisziplin
  - Diskuswurf

Mit fünf Konkurrenzen war das Frauenangebot damit sehr reduziert gegenüber dem der Männer, was den oben beschriebenen Boykott der britischen Leichtathletinnen zur Folge hatte. Das Frauenprogramm wuchs dann in den kommenden Jahrzehnten langsam und sukzessive an, bis es abgesehen von kleinen Unterschieden dasselbe wurde wie bei den Männern.

## Wetter
Leider spielte das Wetter nicht immer so mit, wie die Beteiligten sich das gewünscht hätten. Es war meist kühler als erwartet und manchmal regnete es so stark, dass die Durchführung der Wettbewerbe in Frage stand. Besonders betroffen war der Zehnkampf, bei dem die Athleten sich in ihren Pausen, so gut es ging, unter wasserdichten Zeltplanen verkrochen. Die Kampfrichter wollten den abschließenden 1500-Meter-Lauf am Abend wegen der Regengüsse und der dadurch triefend nassen Bahn eigentlich nicht mehr durchführen. Nur durch gutes Zureden der Athleten, die ihren Wettkampf unbedingt zu Ende bringen wollten, fand dieser Lauf dann doch statt.

## Sportliche Erfolge
Wie bisher immer führten die Vereinigten Staaten den Medaillenspiegel an. Neun Goldmedaillen gewannen sie. Allerdings hatten sich die Kräfteverhältnisse verschoben. Die früheren Stärken der US-Amerikaner auf den Sprint- und Mittelstrecken sowie im Hürdenlauf kamen hier nicht zum Tragen. In den Einzellaufwettbewerben gab es nur eine einzige Goldmedaille, die Ray Barbuti über 400 Meter gewann. Stattdessen errangen die US-Athleten im Stoßen/Werfen sowie bei den Sprüngen ihre größten Erfolge. Die nächst stärkste Nation war wiederum Finnland mit fünf Olympiasiegen. Der Abstand zwischen der USA und Finnland war gegenüber den letzten beiden Spielen aber wieder größer geworden. Kanada gewann vier, Großbritannien zwei Goldmedaillen. Und dann folgte im Medaillenspiegel bereits Deutschland mit zwar nur einem Sieg. Aber es gab acht weitere Medaillen und Lina Radke gewann im 800-Meter-Lauf Deutschlands erste Leichtathletikgoldmedaille überhaupt.
Auch dieses Großereignis brachte wieder zahlreiche Rekorde mit sich. Es gab insgesamt dreizehn egalisierte oder neue Weltrekorde und eine Weltbestzeit. Drei Weltrekorde fielen in den fünf Disziplinen der Frauenleichtathletik, die noch in den Kinderschuhen steckte und entsprechenden Nachholbedarf hatte. Darüber hinaus wurden 24 olympische Rekorde aufgestellt oder egalisiert, davon zehn in den Frauen-Disziplinen.

In der folgenden Übersicht sind die Rekorde im Einzelnen aufgelistet.
- 13 egalisierte oder neue Weltrekorde
  - 110-Meter-Hürdenlauf, Männer: 14,8 s (egalisiert) – George Weightman-Smith (Südafrika), Vorlauf
  - 110-Meter-Hürdenlauf, Männer: 14,8 s (egalisiert) – Leighton Dye (USA), Halbfinale
  - 110-Meter-Hürdenlauf, Männer: 14,8 s (egalisiert) – Stephen Anderson (USA), Halbfinale
  - 110-Meter-Hürdenlauf, Männer: 14,6 s (verbessert) – George Weightman-Smith (Südafrika), Halbfinale
  - 4-mal-100-Meter-Staffel, Männer: 41,0 s (egalisiert) – USA (Frank Wykoff, James Quinn, Charles Borah, Henry Russell), Finale
  - 4-mal-400-Meter-Staffel, Männer: 3:14,4 min – USA (George Baird, Emerson Spencer, Fred Alderman, Ray Barbuti), Finale
  - Kugelstoßen, Männer: 15,87 m – John Kuck (USA), Finale
  - Zehnkampf, Männer: 8053,290 P (1920er Wertung) / 6587 P (nach heutiger Wertung von 1985) – Paavo Yrjölä (Finnland)
  - 800-Meter-Lauf, Frauen: 2:16,8 min – Lina Radke (Deutsches Reich), Finale
  - 4-mal-100-Meter-Staffel, Frauen: 49,3 s – Kanada (Fanny Rosenfeld, Ethel Smith, Florence Bell, Myrtle Cook), Vorlauf
  - 4-mal-100-Meter-Staffel, Frauen: 48,4 s – Kanada (Fanny Rosenfeld, Ethel Smith, Florence Bell, Myrtle Cook), Finale
  - Hochsprung, Frauen: 1,595 m – Ethel Catherwood (Kanada), Finale
  - Diskuswurf, Frauen: 39,62 m – Halina Konopacka (Polen), Finale
- eine Weltbestzeit
  - 3000-Meter-Hindernislauf, Männer: 9:21,8 min – Toivo Loukola (Finnland), Finale
- 25 Olympische Rekorde
  - 100-Meter-Lauf, Männer: 10,6 s (egalisiert) – Percy Williams (Kanada), Viertelfinale
  - 100-Meter-Lauf, Männer: 10,6 s (egalisiert) – Robert McAllister (USA), Halbfinale
  - 100-Meter-Lauf, Männer: 10,6 s (egalisiert) – Percy Williams (Kanada), Halbfinale
  - 100-Meter-Lauf, Männer: 10,6 s (egalisiert) – Wilfred Legg (Südafrikanische Union), Halbfinale
  - 100-Meter-Lauf, Männer: 10,6 s (egalisiert) – Jack London (Großbritannien), Halbfinale
  - 800-Meter-Lauf, Männer: 1:51,8 min – Douglas Lowe (Großbritannien), Finale
  - 1500-Meter-Lauf, Männer: 3:53,2 min – Harri Larva (Finnland), Finale
  - 10.000-Meter-Lauf, Männer: 30:18,8 min – Paavo Nurmi (Finnland)
  - 400-Meter-Hürdenlauf, Männer: 53,4 s – Morgan Taylor (USA), Halbfinale
  - 400-Meter-Hürdenlauf, Männer: 53,4 s (egalisiert) – Lord Burghley (Großbritannien), Finale
  - Stabhochsprung, Männer: 4,20 m – Sabin Carr (USA), Finale
  - Kugelstoßen, Männer: 15,75 m – Herman Brix (USA), Qualifikation
  - Diskuswurf, Männer: 47,32 m – Bud Houser (USA), Finale
  - Speerwurf, Männer: 66,60 m – Erik Lundqvist (Schweden), Finale
  - 100-Meter-Lauf, Frauen: 13,0 s (erster olympischer Rekord) – Anni Holdmann (Deutschland), Vorlauf
  - 100-Meter-Lauf, Frauen: 12,8 s (egalisiert) – Hitomi Kinue (Japan), Vorlauf
  - 100-Meter-Lauf, Frauen: 12,8 s (egalisiert) – Leni Junker (Deutschland), Vorlauf
  - 100-Meter-Lauf, Frauen: 12,6 s (verbessert) – Fanny Rosenfeld (Kanada), Vorlauf
  - 100-Meter-Lauf, Frauen: 12,6 s (egalisiert) – Ethel Smith (Kanada), Vorlauf
  - 100-Meter-Lauf, Frauen: 12,4 s (verbessert) – Fanny Rosenfeld (Kanada), Halbfinale
  - 100-Meter-Lauf, Frauen: 12,4 s (egalisiert) – Betty Robinson (USA), Halbfinale
  - 100-Meter-Lauf, Frauen: 12,2 s (verbessert) – Betty Robinson (USA), Finale
  - 800-Meter-Lauf, Frauen: 2:22,4 min – Marie Dollinger (Deutschland), Vorlauf
  - Diskuswurf, Frauen: 39,17 m – Halina Konopacka (Polen), Qualifikation

Bei den Sportlern gab es nicht wie vor vier Jahren die alles überragenden Athleten. Die Medaillen verteilten sich mehr. Die erfolgreichsten Männer waren:
- Percy Williams, Kanada – 2-mal Gold: 100 m, 200 m
- Ray Barbuti, USA – 2-mal Gold: 400 m, 4 × 400 m
- Paavo Nurmi, Finnland – 1-mal Gold: 10.000 m, 2-mal Silber: 5000 m, 3000 m Hindernis
- Ville Ritola, Finnland – 1-mal Gold: 5000 m, 1-mal Silber: 10.000 m.

Bei den Frauen gewannen zwei Athletinnen jeweils eine Gold- und eine Silbermedaille:
- Betty Robinson, USA – Gold: 100 m, Silber: 4 × 100 m
- Fanny Rosenfeld, Kanada – Gold: 4 × 400 m, Silber: 100 m

Außerdem gab es vier Sportler, die bereits bei zuvor ausgetragenen Olympischen Spielen siegreich waren:
- Paavo Nurmi, Finnland – 10.000 m: Wiederholung seines Erfolgs von 1920, 1920 außerdem siegreich im Querfeldeinlauf (Einzel- und Mannschaftswertung), 1924 darüber hinaus siegreich über 1500, 5000 m, 3000-m-Mannschaftslauf und Querfeldeinlauf (Einzel- und Mannschaftswertung), damit jetzt neunfacher Olympiasieger
- Ville Ritola, Finnland – 5000 m: 1924 siegreich über 10.000 m, 3000 m Hindernis, Querfeldein Mannschaftswertung, 3000-m-Mannschaftslauf, damit jetzt fünffacher Olympiasieger
- Bud Houser, USA – Diskuswurf: Wiederholung seines Erfolgs von 1924, vor vier Jahren außerdem siegreich im Kugelstoßen, damit jetzt dreifacher Olympiasieger
- Douglas Lowe, Großbritannien – 800 m: Wiederholung seines Erfolgs von 1924, damit jetzt zweifacher Olympiasieger

## Resultate Männer

### 100 m
- Percy Williams nach seinem Sieg
im 100-Meter-Rennen

| Platz | Athlet            | Land | Zeit (s) |
| ----- | ----------------- | ---- | -------- |
| 1     | Percy Williams    | CAN  | 10,8     |
| 2     | Jack London       | GBR  | 10,9     |
| 3     | Georg Lammers     | GER  | 10,9     |
| 4     | Frank Wykoff      | USA  | 11,0     |
| 5     | Wilfred Legg      | RSA  | 11,0     |
| 6     | Robert McAllister | USA  | 11,0     |

Finale: 30. Juli

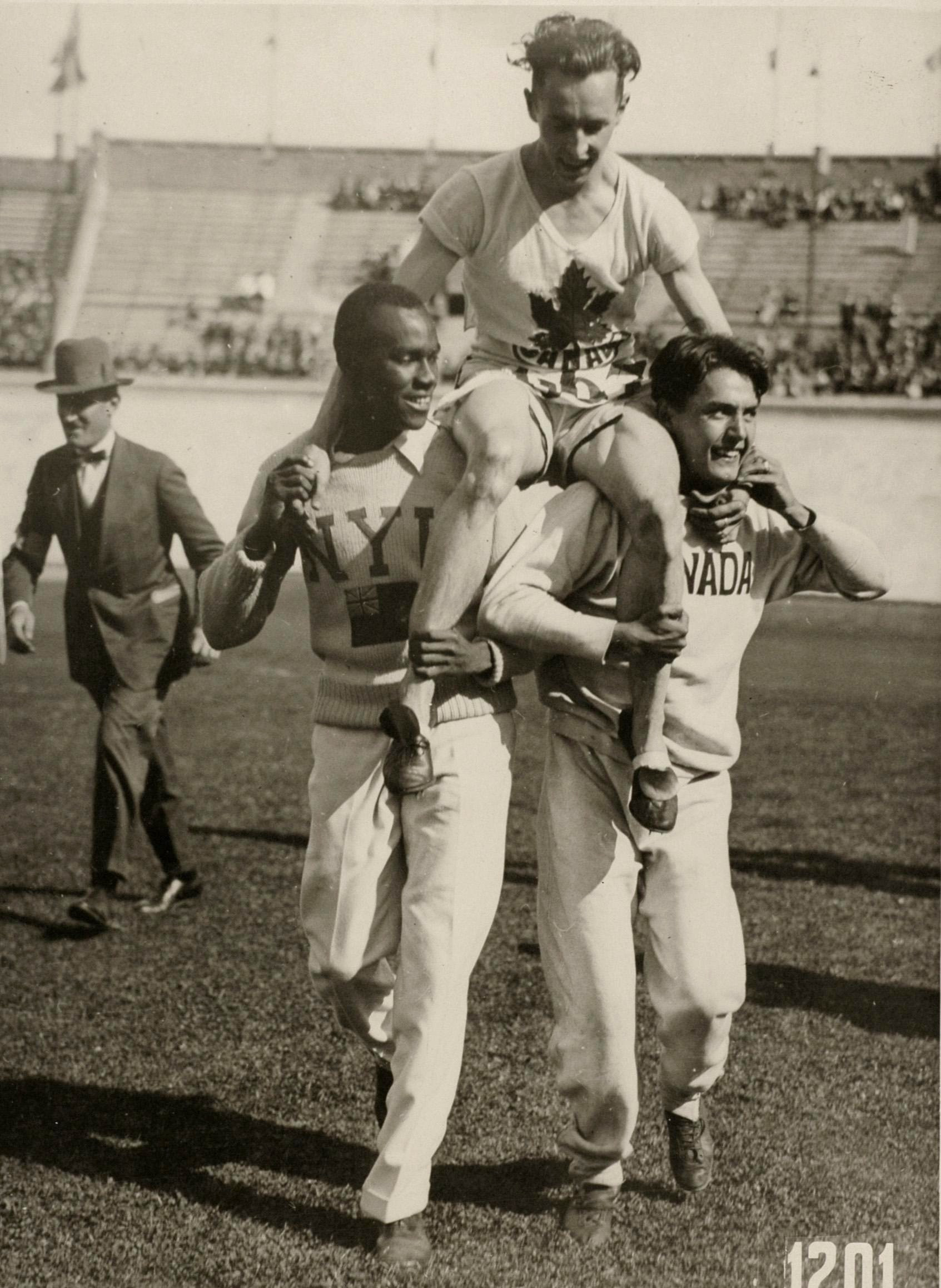
Percy Williams nach seinem Sieg im 100-Meter-Rennen

Das Rennen wurde ohne eigentlichen Favoriten gestartet, auch in den Vor- und Zwischenläufen hatte sich niemand besonders herauskristallisiert. Im Finale war der Kanadier Percy Williams knapp vorn. Er hatte mit seinem Trainer Bob Granger in seinem Hotelzimmer in Amsterdam mit einer an die Wand gelehnten Matratze an seinem noch nicht perfekten Start gefeilt und in Grangers Augen so den letzten Schliff als Grundlage für seine erste Goldmedaille geschaffen.
Ziemlich überraschend kam die Bronzemedaille für Georg Lammers. Bei den deutschen Leichtathletik-Meisterschaften des Olympiajahres war Lammers nur Dritter, deshalb hatte mit ihm hier niemand gerechnet.

### 200 m
| Platz | Athlet           | Land | Zeit (s) |
| ----- | ---------------- | ---- | -------- |
| 1     | Percy Williams   | CAN  | 21,8     |
| 2     | Walter Rangeley  | GBR  | 21,9     |
| 3     | Helmut Körnig    | GER  | 21,9     |
| 4     | Jackson Scholz   | USA  | 21,9     |
| 5     | John Fitzpatrick | CAN  | 22,1     |
| 6     | Jakob Schüller   | GER  | 22,2     |

Finale: 1. August
Aufgrund seiner Vorleistungen hieß der Favorit dieses Rennens Helmut Körnig. Im Zwischenlauf hatte er mit 21,6 s den olympischen Rekord egalisiert und dabei den 100-Meter-Olympiasieger Percy Williams geschlagen. Im Halbfinale besiegte Körnig in 21,8 s den Olympiasieger von 1924 Jackson Scholz. Im Finale lag Körnig nach Streckenhälfte vorne, verkrampfte aber auf der Zielgeraden ein wenig und so konnten Williams und auch Walter Rangeley an ihm vorbeiziehen. Percy Williams hatte seine zweite Goldmedaille bei diesen Spielen gewonnen und er war der erste Doppelsieger der beiden Sprintstrecken, der nicht aus den USA kam.

### 400 m
| Platz | Athlet             | Land | Zeit (s) |
| ----- | ------------------ | ---- | -------- |
| 1     | Ray Barbuti        | USA  | 47,8     |
| 2     | James Ball         | CAN  | 47,9     |
| 3     | Joachim Büchner    | GER  | 48,1     |
| 4     | John Rinkel        | GBR  | 48,4     |
| 5     | Harry Werner Storz | GER  | 48,8     |
| 6     | Hermon Phillips    | USA  | 49,0     |

Finale: 3. August

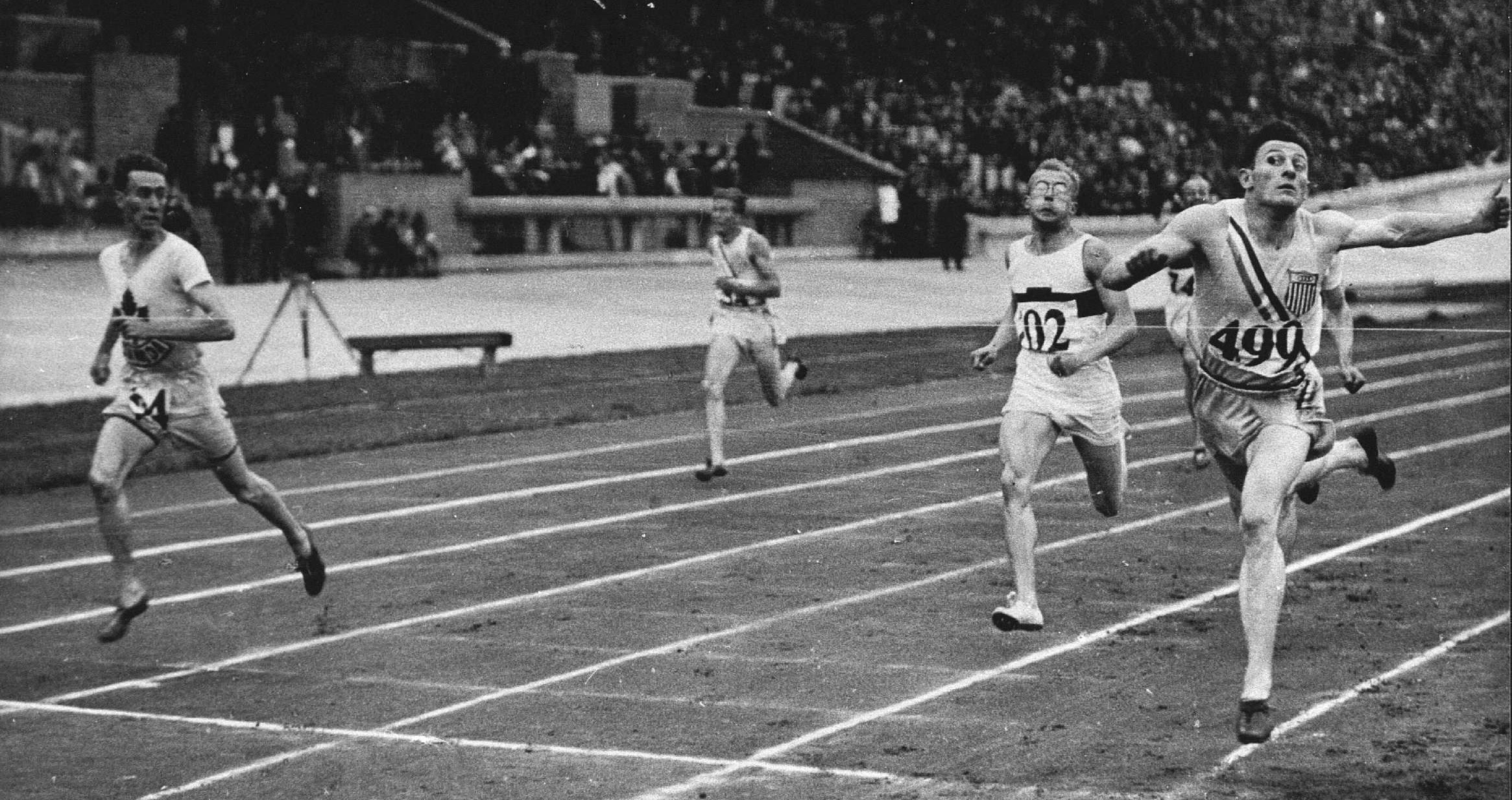
Zieleinlauf: Raymond Barbuti (rechts) vor James Ball (links) und Joachim Büchner (mit Brille)

Aufgrund eines Irrtums war der Weltrekordler Emerson Spencer über 400 Meter nicht am Start. Er hatte das Finale der US-amerikanischen Olympiaausscheidungen für einen Vorlauf gehalten und war auf Platz gelaufen. So kam er nicht unter die ersten Drei und qualifizierte sich nur für die 4-mal-400-Meter-Staffel. Sein Landsmann Raymond Barbuti sorgte dafür, dass die Goldmedaille wieder in die USA kam – es sollte die einzige für die US-Amerikaner in den Einzellaufstrecken bei diesen Spielen bleiben. Mit einer Zehntelsekunde vor dem Kanadier James Ball und zwei weiteren Zehnteln vor dem Deutschen Joachim Büchner wurde Raymond Barbuti Olympiasieger.

### 800 m
- Olympiasieger Douglas Lowe beim
Überqueren der Ziellinie

| Platz | Athlet            | Land | Zeit (min) |
| ----- | ----------------- | ---- | ---------- |
| 1     | Douglas Lowe      | GBR  | 1:51,8 OR  |
| 2     | Erik Byléhn       | SWE  | 1:52,8000  |
| 3     | Hermann Engelhard | GER  | 1:53,2000  |
| 4     | Phil Edwards      | CAN  | 1:54,0000  |
| 5     | Lloyd Hahn        | USA  | 1:54,2000  |
| 6     | Séra Martin       | FRA  | 1:54,6000  |
| 7     | Earl Fuller       | USA  | 1:55,0000  |
| 8     | Jean Keller       | FRA  | 1:57,0000  |

Finale: 31. Juli

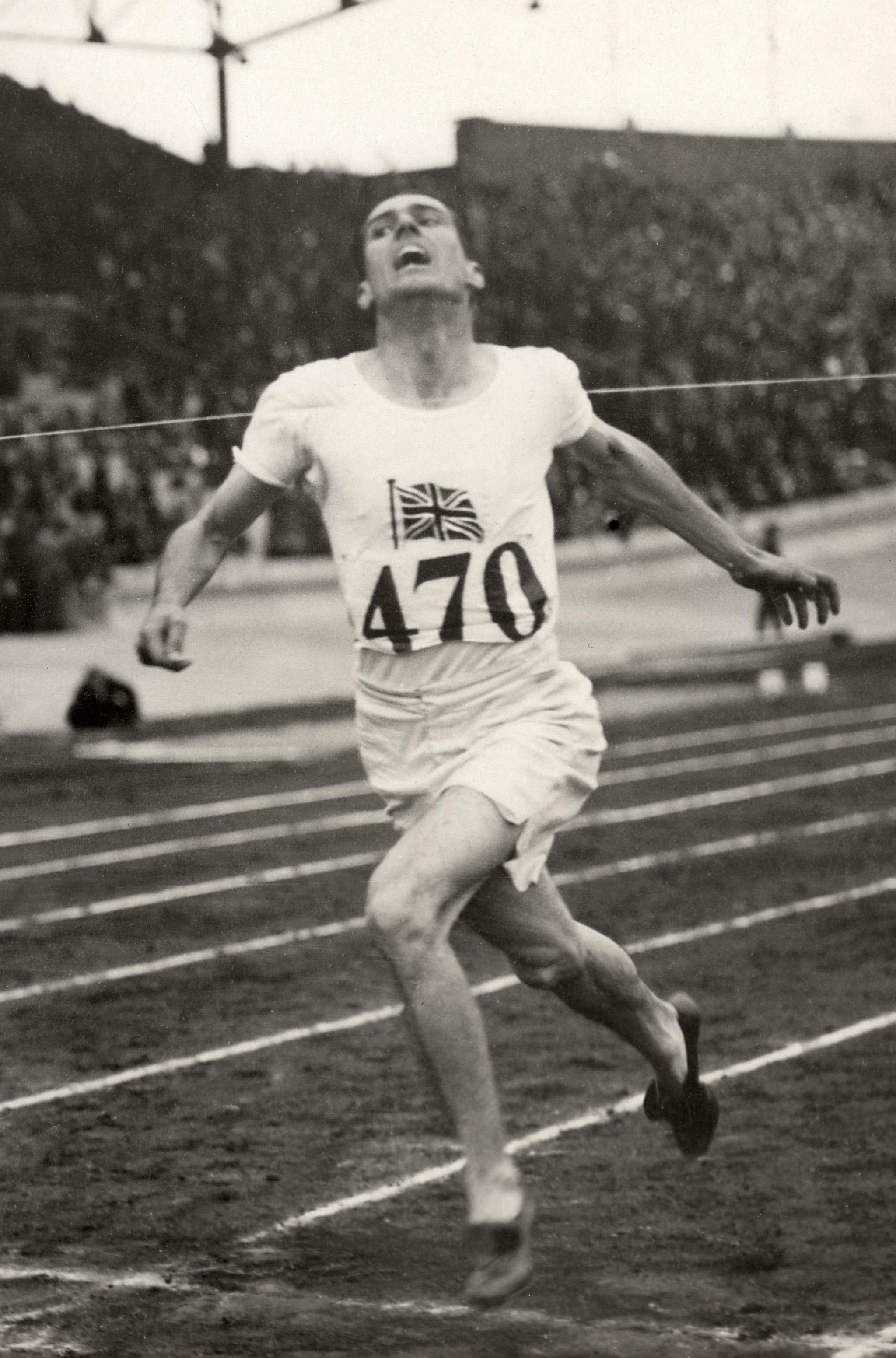
Olympiasieger Douglas Lowe beim Überqueren der Ziellinie

Zwei Mitfavoriten konnten sich nicht wie erhofft in Szene setzen. Otto Peltzer hatte sich bei einem Handballspiel verletzt und schied bereits im Zwischenlauf aus. Séra Martin, der kurz vor den Spielen mit 1:50,6 min einen neuen Weltrekord aufgestellt hatte, musste sich mit Platz fünf begnügen. Ganz stark präsentierte sich dagegen Douglas Lowe, der hier als erster Läufer überhaupt einen Olympiasieg über 800 Meter wiederholen konnte. Er teilte sich das Rennen sehr gut ein, war immer über die Situation im Bilde und setzte sich im entscheidenden Moment von seinen Konkurrenten Lloyd Hahn und Phil Edwards ab. Am Schluss spurteten Erik Byléhn und Hermann Engelhard vorbei an Hahn und Edwards zur Silber- bzw. Bronzemedaille.

### 1500 m

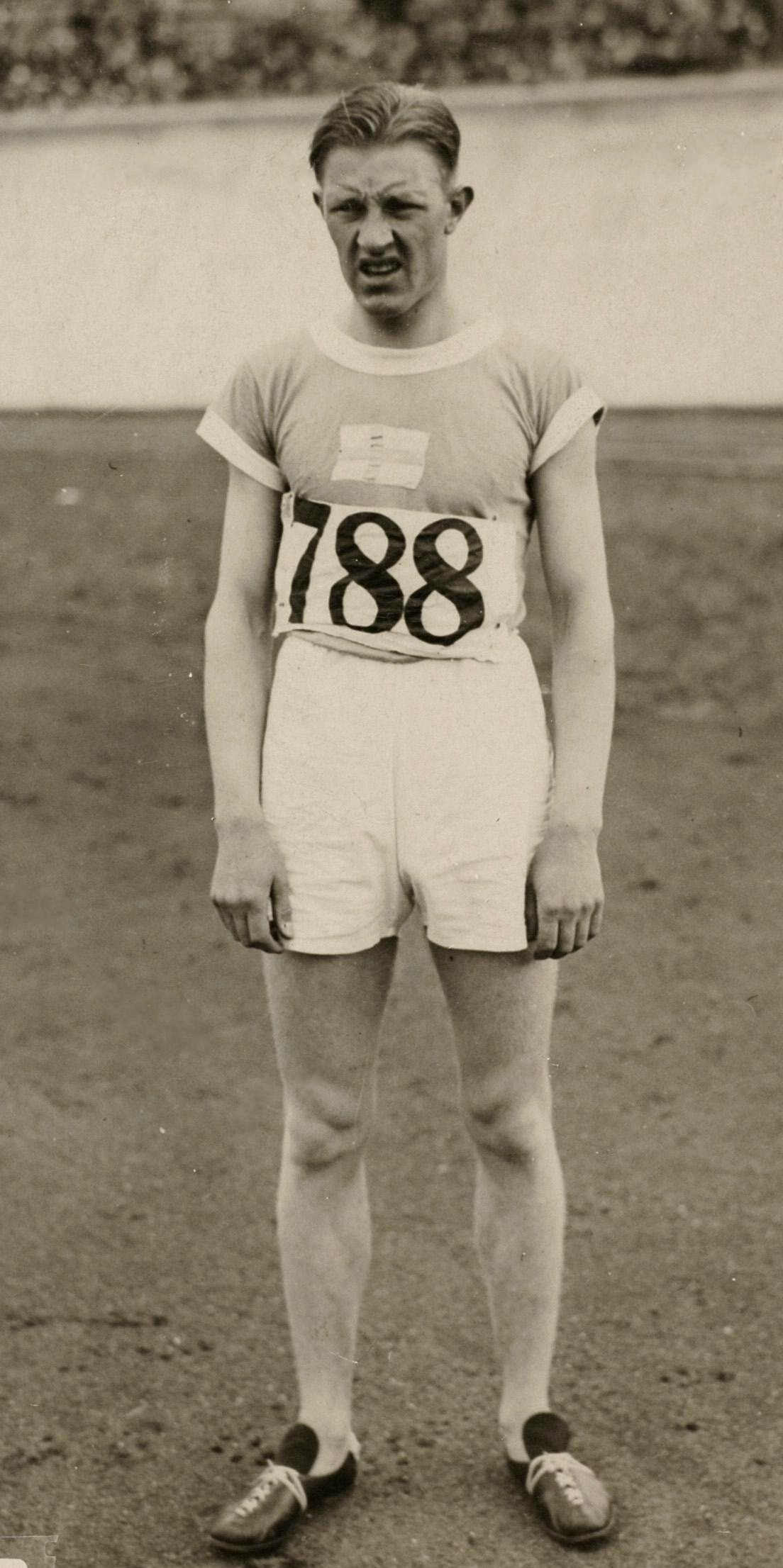
Harri Larva – am Ende mit sechs Zehntelsekunden Vorsprung zum Olympiasieg

| Platz | Athlet           | Land | Zeit (min) |
| ----- | ---------------- | ---- | ---------- |
| 1     | Harri Larva      | FIN  | 3:53,2 OR  |
| 2     | Jules Ladoumègue | FRA  | 3:53,8000  |
| 3     | Eino Purje       | FIN  | 3:56,4000  |
| 4     | Hans Wichmann    | GER  | 3:56,8000  |
| 5     | Cyril Ellis      | GBR  | 3:57,6000  |
| 6     | Paul Martin      | SUI  | 3:58,4000  |
| 7     | Helmuth Krause   | GER  | 3:59,0000  |
| 8     | Adolf Kittel     | TCH  | 4:00,4000  |

Finale: 2. August
Auch über 1500 Meter schied Otto Peltzer, der sich bei einem Handballspiel verletzt hatte und mit 1:51,0 min Weltrekordler über 800 Meter seit 19126, schon im Vorlauf aus. Zu Beginn des Rennens nahmen die drei deutschen Finalisten die Führung und wurden nach einer Runde von Eino Purje abgelöst. Mit dem Glockenschlag zur Schlussrunde verschärfte Jules Ladoumègue das Tempo. Nur Harri Larva konnte folgen. Auf der Zielgeraden gab es ein spannendes Finale zwischen diesen beiden, das Larva für sich entscheiden konnte. Mit neuem olympischen Rekord gewann er die Goldmedaille vor Ladoumègue. Bronze ging an Larvas Landsmann Eino Purje, der Deutsche Meister Hans Wichmann wurde Vierter.

### 5000 m

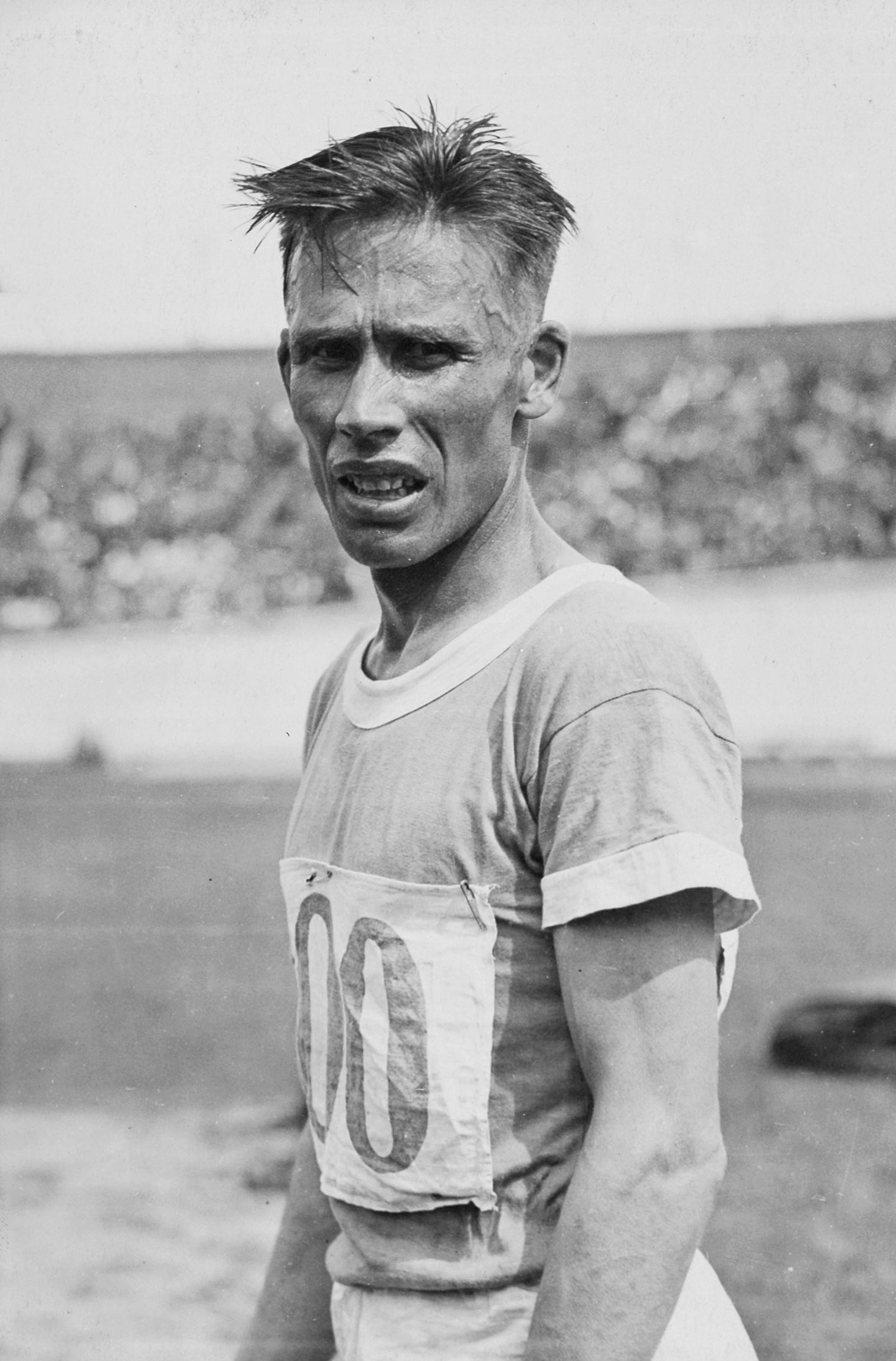
Ville Ritola konnte seinen großen Konkurrenten Paavo Nurmi über 5000 Meter besiegen

| Platz | Athlet               | Land | Zeit (min) |
| ----- | -------------------- | ---- | ---------- |
| 1     | Ville Ritola         | FIN  | 14:38,0    |
| 2     | Paavo Nurmi          | FIN  | 14:40,0    |
| 3     | Edvin Wide           | SWE  | 14:41,2    |
| 4     | Leo Lermond          | USA  | 14:50,0    |
| 5     | Ragnar Magnusson     | SWE  | 14:59,6    |
| 6     | Armas Kinnunen       | FIN  | 15:02,0    |
| 7     | Staņislavs Petkēvičs | LAT  | k. A.      |
| 8     | Herbert Johnston     | GBR  | k. A.      |

Finale: 3. August
Nichts schien sich geändert zu haben gegenüber der Situation von den letzten Spielen. Die beiden Finnen Paavo Nurmi und Ville Ritola sowie der Schwede Edvin Wide setzten sich nach ca. dreitausend Metern vom restlichen Feld ab und machten die Medaillen unter sich aus. Auf der vorletzten Runde konnten Nurmi und Ritola auch den Schweden abhängen und kämpften um die Goldmedaille. Aber dann kam es doch anders als erwartet. Im Gegensatz zu 1924 und anders als hier fünf Tage zuvor über 10.000 Meter setzte sich Ritola durch und besiegte seinen berühmten Landsmann. Hinterher gab es sogar skeptische Stimmen, welche die Vermutung aufkommen ließen, die finnische Mannschaftsführung habe hier Regie geführt und das Ergebnis beeinflusst. Doch dafür gab es außer Vermutungen nicht die geringsten Anhaltspunkte. Der in seiner Zeit damals sehr bekannte Sportjournalist Willy Meisl bestätigt diesen Eindruck nach einem Gespräch mit Nurmi und Ritola.

### 10.000 m

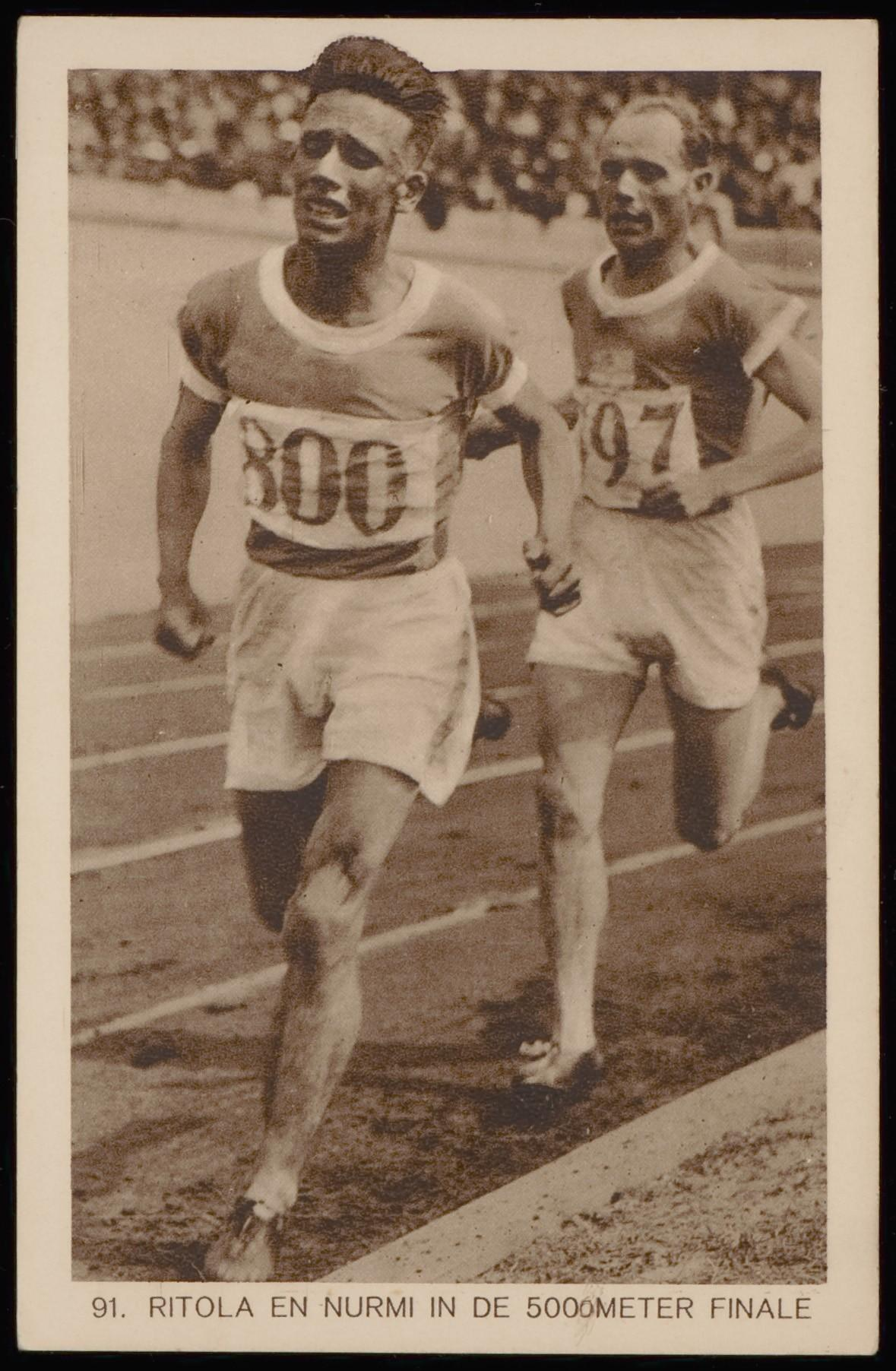
Im Zweikampf zwischen Ville Ritola und Paavo Nurmi lag zu diesem Zeitpunkt des Rennens der spätere Olympiazweite Ritola noch vorn

| Platz | Athlet               | Land | Zeit (min) |
| ----- | -------------------- | ---- | ---------- |
| 1     | Paavo Nurmi          | FIN  | 30:18,8 OR |
| 2     | Ville Ritola         | FIN  | 30:19,4000 |
| 3     | Edvin Wide           | SWE  | 31:00,8000 |
| 4     | Jean-Gunnar Lindgren | SWE  | 31:26,0000 |
| 5     | Arthur Muggridge     | GBR  | 31:31,8000 |
| 6     | Ragnar Magnusson     | SWE  | 31:37,2000 |
| 7     | Toivo Loukola        | FIN  | 31:39,0000 |
| 8     | Kalle Matilainen     | FIN  | 31:45,0000 |

Datum: 29. Juli
In diesem Rennen zeigte sich Paavo Nurmi von seiner gewohnten Seite: tempohart und äußerst spurtstark. Zunächst hatte der Brite Wally Beavers, am Schluss Neunter, das Tempo alleine bestimmt und einen kleineren Vorsprung für sich herausgearbeitet. Doch nach fünf Runden hatten die drei Favoriten Nurmi, Ville Ritola und Edvin Wide das Kommando übernommen und vergrößerten die Distanz zum restlichen Feld Runde um Runde. Dreitausend Meter vor dem Ziel konnte auch Wide nicht mehr folgen. Ritola zog als Erster den Spurt an, Nurmi folgte ihm ohne Mühe, forcierte auf der Zielgeraden seinerseits und gewann mit sechs Zehntelsekunden Vorsprung und olympischem Rekord seine neunte und letzte Goldmedaille.
Unter den ersten acht Läufern befanden sich außer dem Briten Arthur Muggridge nur Schweden und Finnen.

### Marathon
| Platz | Athlet              | Land | Zeit (h) |
| ----- | ------------------- | ---- | -------- |
| 1     | Boughera El-Ouafi   | FRA  | 2:32:57  |
| 2     | Manuel Plaza        | CHI  | 2:33:23  |
| 3     | Martti Marttelin    | FIN  | 2:35:02  |
| 4     | Kanematsu Yamada    | JPN  | 2:35:29  |
| 5     | Joie Ray            | USA  | 2:36:04  |
| 6     | Seiichiro Tsuda     | JPN  | 2:36:20  |
| 7     | Yrjö Korholin-Koski | FIN  | 2:36:40  |
| 8     | Sam Ferris          | GBR  | 2:37:41  |

Datum: 5. August

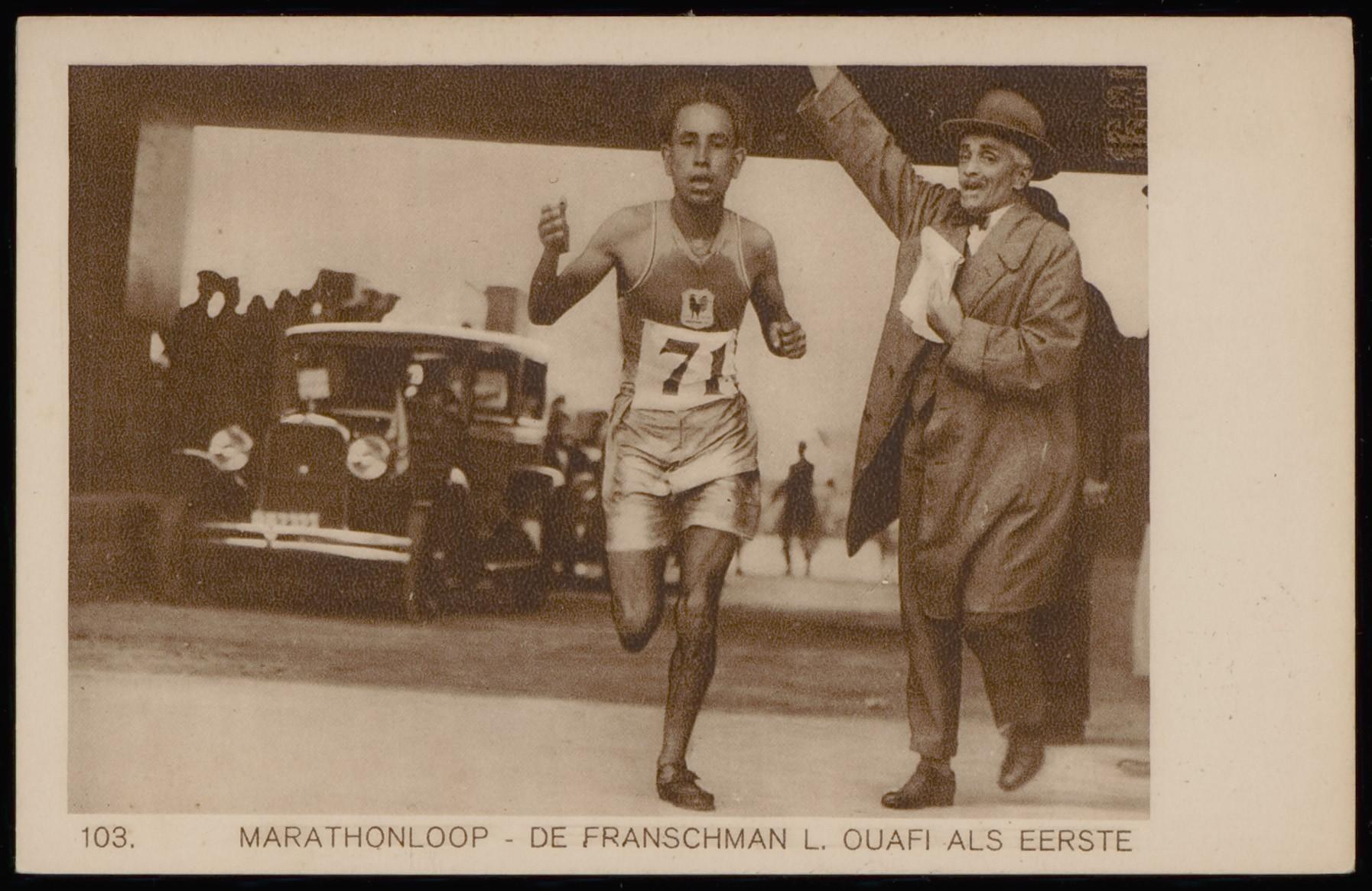
Olympiasieger Boughera El-Ouafi kurz vor dem Ziel

Auf den ersten Streckenabschnitten gab es immer wieder wechselnde Führungsgruppen mit verschiedenen Läufern, die mit dem Rückenwind ein hohes Tempo anschlugen. Nach einer Weile übernahm Kanematsu Yamada die Spitze, der durch verschiedene Begleiter an der Strecke mit Informationen über den Stand des Rennens versorgt wurde. Ganz anders war das bei dem für Frankreich startenden Algerier Boughera El-Ouafi – Algerien war zu der Zeit eine französische Kolonie. Er überholte den Japaner, wusste jedoch nicht, dass er nun der Führende des Rennens war. In Sichtweite folgte ihm bald der Chilene Manuel Plaza. Ouafi, der sich noch frisch genug fühlte und beschleunigte noch einmal. Aber erst als er das Zielband erreichte, wusste er, dass er Olympiasieger war. Mit 2:32:57 h verfehlte er den olympischen Rekord des Finnen Hannes Kolehmainen aus dem Jahr 1920 nur knapp. Hinter Plaza gewann Kolehmainens Landsmann Martti Marttelin die Bronzemedaille.

### 110 m Hürden

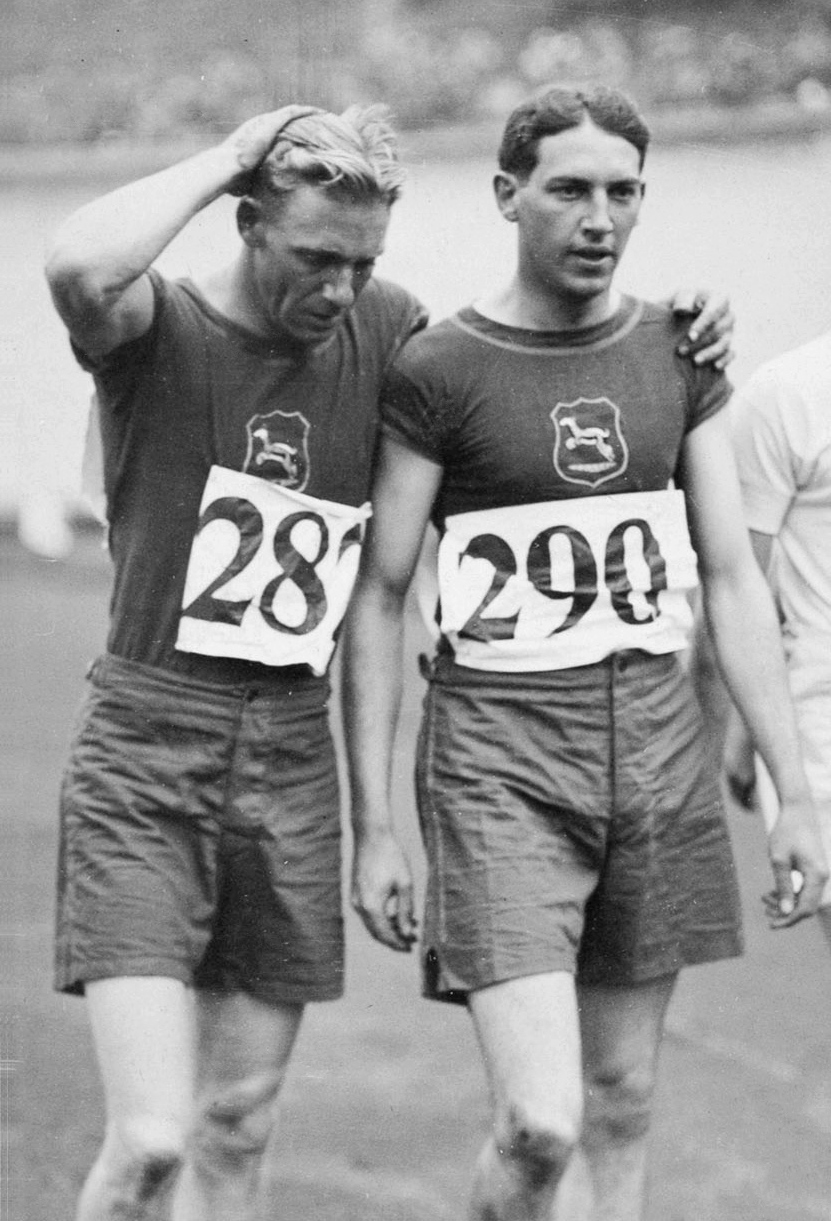
Der südafrikanische Olympiasieger Sidney Atkinson (links) zusammen mit seinem fünftplatzierten Landsmann George Weightman-Smith

| Platz | Athlet                 | Land | Zeit (s) |
| ----- | ---------------------- | ---- | -------- |
| 1     | Sidney Atkinson        | RSA  | 14,8     |
| 2     | Stephen Anderson       | USA  | 14,8     |
| 3     | John Collier           | USA  | 14,9     |
| 4     | Leighton Dye           | USA  | 15,0     |
| 5     | George Weightman-Smith | RSA  | 15,0     |
| 6     | Fred Gaby              | GBR  | 15,2     |

Finale: 1. August
Wie in den Sprints gab es über 110 Meter Hürden keinen ausgemachten Favoriten. Im Zwischenlauf hatte der Südafrikaner George Weightman-Smith mit 14,6 s einen neuen Weltrekord aufgestellt. Dieser jedoch hatte großes Pech mit der Bahnverteilung. Normalerweise wurde die durch Regen sowie zahlreiche Rennen auf den Mittel- und Langstrecken aufgeweichte Innenbahn bei den Rennen mit Bahnverteilung freigelassen. Für diesen Wettbewerb hatten die Helfer jedoch versehentlich auf der Innenbahn Hürden ausgestellt. Ausgerechnet diese Bahn bekam Weightman-Smith zugelost. So ging er mit erheblichem Nachteil ins Rennen, war letztendlich chancenlos und erreichte mit 15,0 s Platz fünf. Sieger wurde sein Landsmann Sidney Atkinson, der vier Jahre zuvor in Paris bereits die Silbermedaille gewonnen hatte. Knapp dahinter belegten die beiden US-Amerikaner Stephen Anderson und John Collier die Plätze zwei und drei.

### 400 m Hürden

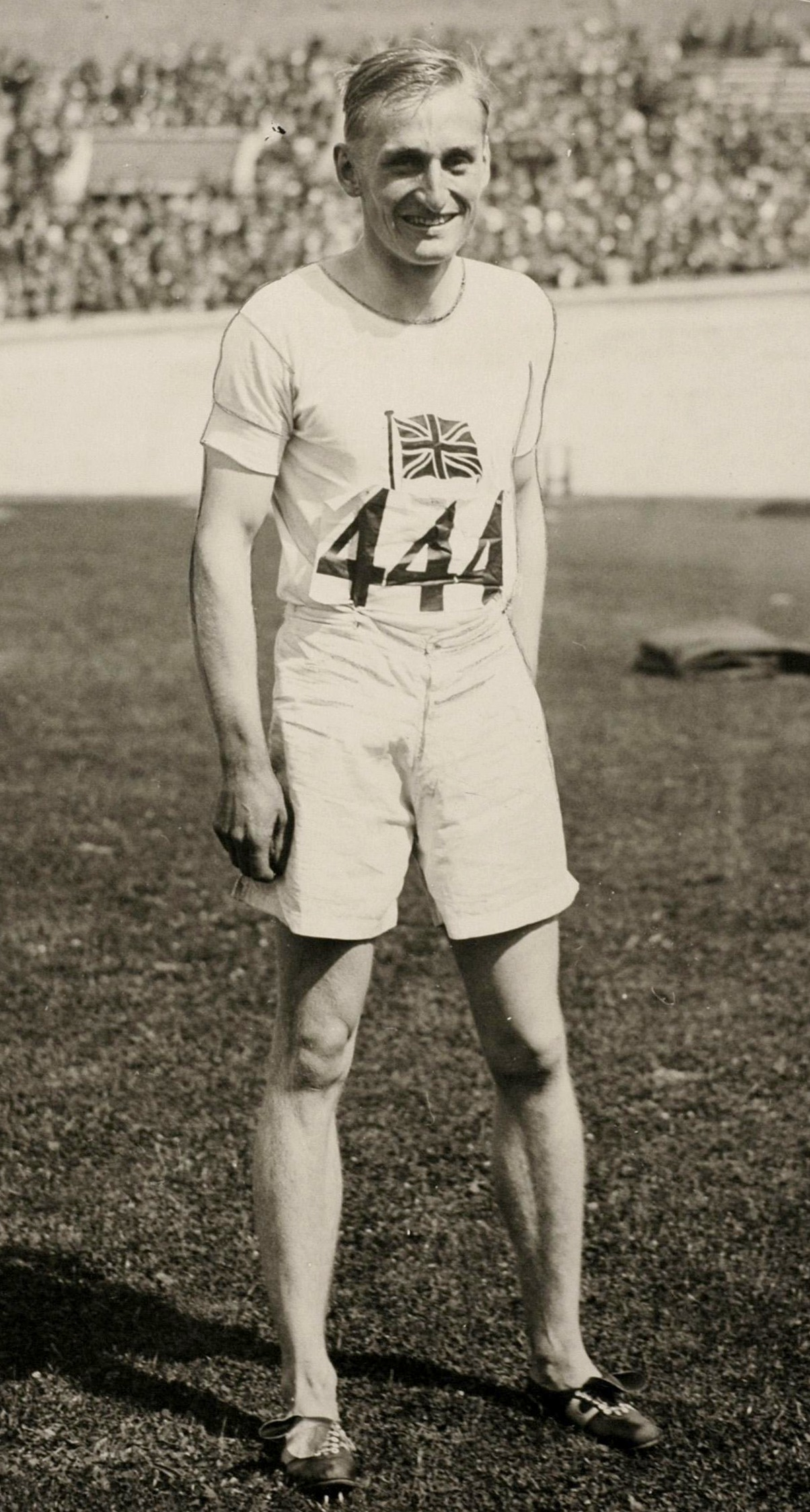
Olympiasieger David Cecil, 6th Marquess of Exeter, der unter seinem bürgerlichen Namen David Burghley startete

| Platz | Athlet                    | Land | Zeit (s) |
| ----- | ------------------------- | ---- | -------- |
| 1     | Lord Burghley             | GBR  | 53,4 ORe |
| 2     | Frank Cuhel               | USA  | 53,60000 |
| 3     | Morgan Taylor             | USA  | 53,60000 |
| 4     | Sten Pettersson           | SWE  | 53,80000 |
| 5     | Tom Livingstone-Learmonth | GBR  | 54,20000 |
| 6     | Luigi Facelli             | ITA  | 55,80000 |

Finale: 30. Juli
Als klarer Favorit ging der Olympiasieger der letzten Spiele Morgan F. Taylor ins Rennen. Im Juli hatte er bei den US-amerikanischen Olympiaausscheidungen mit 52,0 s den Weltrekord in seinen Besitz gebracht. Hier in Amsterdam hatte er im Zwischenlauf seinen Landsmann Frank Cuhel und den Briten Lord Burghley besiegt. Im Finale legte dieser Lord Burghley das schnellste Anfangstempo vor, doch ausgangs der letzten Kurve hatte er seinen Vorsprung eingebüßt, Taylor, Cuhel und Lord Burghley lagen ziemlich gleichauf. Alle rechneten nun mit Taylors Finish. Aber der Brite ließ nicht locker, war auf der Zielgeraden der Schnellste und wurde Olympiasieger. Taylor resignierte auf den letzten Metern und fiel hinter Cuhel auf Platz drei zurück.

### 3000 m Hindernis
- Toivo Loukola, Inhaber der Weltbestzeit, siegte
mit fast zehn Sekunden Vorsprung und verbesserte seine eigene Weltbestleistung um vier Zehntelsekunden

| Platz | Athlet          | Land | Zeit (min) |
| ----- | --------------- | ---- | ---------- |
| 1     | Toivo Loukola   | FIN  | 9:21,8 WBL |
| 2     | Paavo Nurmi     | FIN  | 9:31,20000 |
| 3     | Ove Andersen    | FIN  | 9:35,60000 |
| 4     | Nils Eklöf      | SWE  | 9:38,00000 |
| 5     | Henri Dartigues | FRA  | 9:40,00000 |
| 6     | Lucien Duquesne | FRA  | 9:40,50000 |
| 7     | Melvin Dalton   | USA  | k. A.0000  |
| 8     | William Spencer | USA  | k. A.0000  |

Finale: 4. August

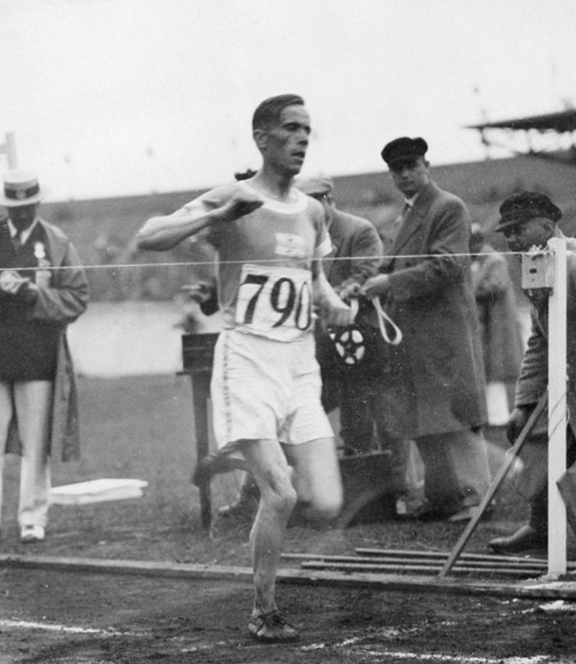
Toivo Loukola, Inhaber der Weltbestzeit, siegte mit fast zehn Sekunden Vorsprung und verbesserte seine eigene Weltbestleistung um vier Zehntelsekunden

Einen Tag nach dem Finale über 5000 Meter gingen die dort siegreichen Ville Ritola und Paavo Nurmi auch über 3000 Meter Hindernis an den Start. Ritola wirkte müde und musste das Rennen aufgeben. Nurmi dagegen hatte so gar keine Hindernistechnik. Schon im Vorlauf stürzte er in den Wassergraben, konnte sich aber aufgrund seiner läuferischen Überlegenheit triefend nass für das Finale qualifizieren. Auch hier ging er die Hindernisse eher an wie ein Hochspringer und fiel wie im Vorlauf einmal der Länge nach in den Wassergraben. Gegen seinen Landsmann Toivo Loukola, der ein ausgesprochener Hindernislaufspezialist war, hatte Nurmi keine Chance. Mit 9:21,8 min stellte Loukola eine neue Weltbestleistung auf – offizielle Weltrekorde wurden über diese Distanz damals noch nicht geführt. Mit fast zehn Sekunden Rückstand gewann Nurmi aber die Silbermedaille, seine zwölfte und letzte Olympiamedaille. Bronze ging an Ove Andersen, sodass die Finnen hier einen Dreifacherfolg verbuchen konnten.

### 4 × 100 m Staffel
| Platz | Land            | Athleten                                                   | Zeit (s) |
| ----- | --------------- | ---------------------------------------------------------- | -------- |
| 1     | USA             | Frank Wykoff James Quinn Charles Borah Henry Russell       | 41,0 WRe |
| 2     | Deutsches Reich | Georg Lammers Richard Corts Hubert Houben Helmut Körnig    | 41,20000 |
| 3     | Großbritannien  | Cyril Gill Edward Smouha Walter Rangeley Jack London       | 41,80000 |
| 4     | Frankreich      | André Cerbonney Gilbert Auvergne André Dufau André Mourlon | 42,00000 |
| 5     | Schweiz         | Emmanuel Goldsmith Willy Weibel Willy Tschopp Hans Niggl   | 42,60000 |
|       | Kanada          | Ralph Adams John Fitzpatrick George Hester Percy Williams  | DSQ0000  |

Finale: 5. August

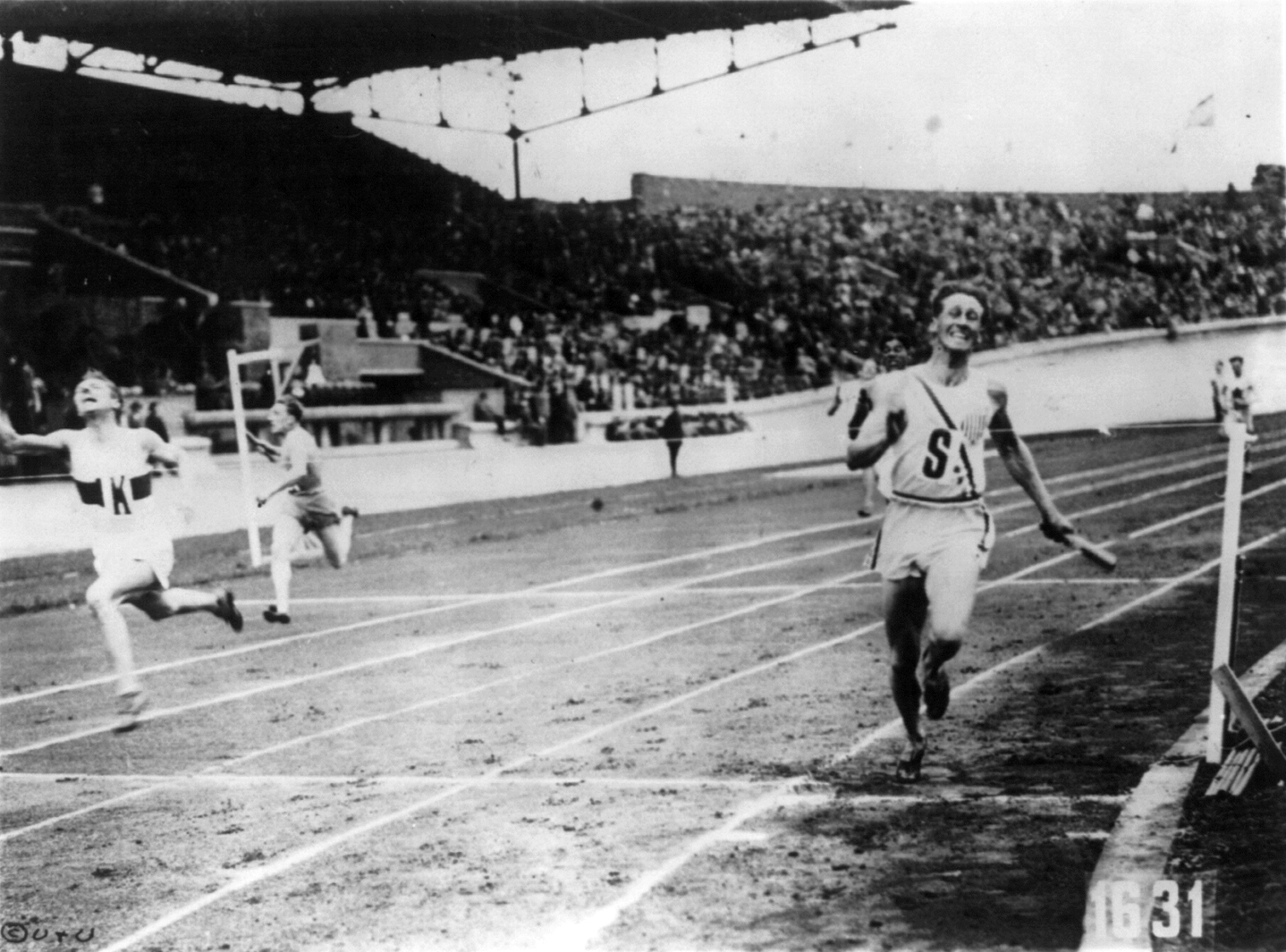
Zieleinlauf des Finals: Der US-amerikanische Schlussläufer Henry Russell (rechts) vor dem Deutschen Helmut Körnig

Hier gab es einen spannenden Zweikampf zwischen Deutschland und der USA. Die ersten drei deutschen Läufer hatten mit ausgezeichneten Einzelleistungen und guten bis sehr guten Wechseln einen deutlichen Vorsprung herausgeholt. Der letzte Wechsel von Hubert Houben auf Helmut Körnig misslang jedoch. Körnig war etwas zu früh losgelaufen und musste abstoppen, um die Wechselmarke nicht zu überlaufen. So kam die USA heran und überholte das deutsche Quartett. Körnig konnte auf der Zielgeraden gegen Henry Russell zwar noch einmal Boden gut machen, aber es reichte nicht mehr zum Sieg. Die USA stellte mit 41,0 s den bestehenden Weltrekord ein, Deutschland lag zwei Zehntelsekunden dahinter und Bronze ging mit 41,8 s an die Briten.

### 4 × 400 m Staffel
| Platz | Land            | Athleten                                                           | Zeit (min) |
| ----- | --------------- | ------------------------------------------------------------------ | ---------- |
| 1     | USA             | George Baird Emerson Spencer Fred Alderman Ray Barbuti             | 3:14,2 WR  |
| 2     | Deutsches Reich | Otto Neumann Richard Krebs Harry Werner Storz Hermann Engelhard    | 3:14,8000  |
| 3     | Kanada          | Alex Wilson Phil Edwards Stanley Glover James Ball                 | 3:15,4000  |
| 4     | Schweden        | Björn Kugelberg Bertil von Wachenfeldt Erik Byléhn Sten Pettersson | 3:15,8000  |
| 5     | Großbritannien  | Roger Leigh-Wood William Craner John Rinkel Douglas Lowe           | 3:16,4000  |
| 6     | Frankreich      | Georges Krotoff Joseph Jackson Georges Dupont René Féger           | 3:19,4000  |

Finale: 5. August

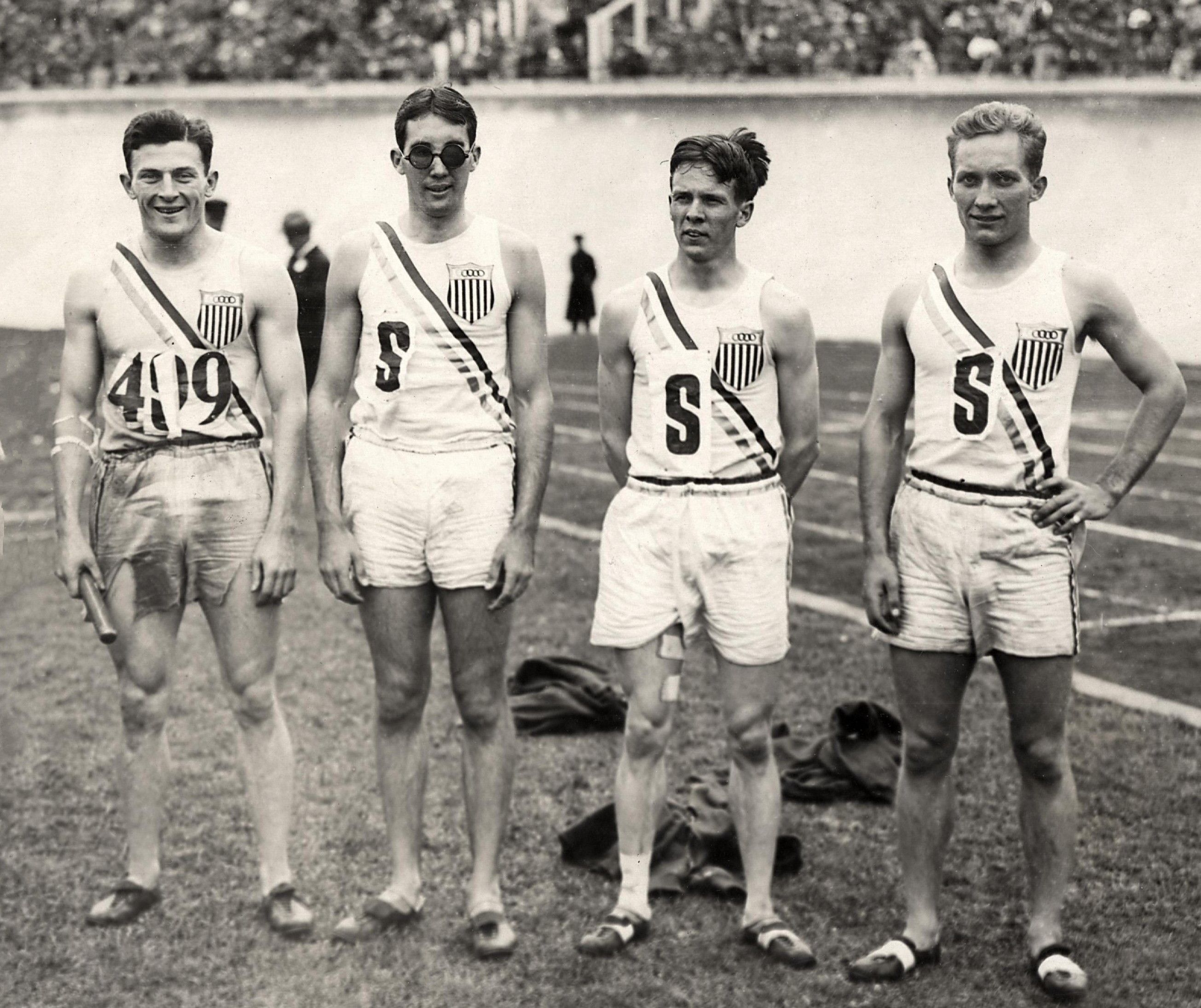
Die US-amerikanische Goldstaffel (v. l. n. r.): Ray Barbuti, Emerson Spencer, Fred Alderman und George Baird

Über 4-mal 400 Meter gab es auf den Plätzen eins und zwei dasselbe Ergebnis wie bereits über 4-mal 100 Meter. Allerdings sah der Rennverlauf ganz anders aus. Die US-Amerikaner waren von Anfang an die dominante Staffel und ließen keinen Zweifel aufkommen, wer hier gewinnen würde. Einen Zweikampf gab es um die Silbermedaille zwischen Deutschland und Kanada. Startläufer Otto Neumann wechselte auf Platz zwei knapp vor dem Kanadier Alex Wilson. Phil Edwards ging dann zunächst an Richard Krebs vorbei, der jedoch kurz vor dem Wechsel die zweite Position zurückerobern konnte. Harry Storz verteidigte diese Position gegen Stanley Glover, bevor sich der deutsche Schlussläufer Hermann Engelhard, Olympiadritter über 800 Meter, zum Rennende vom kanadischen Olympiazweiten über 400 Meter James Ball löste. Engelhard schien sogar noch einmal den US-Schlussläufer Raymond Barbuti angreifen zu können. Doch dieser beschleunigte ziemlich mühelos noch einmal und so waren die Medaillen verteilt. Mit 3:14,2 min gab es einen neuen Weltrekord für die USA, die ersten vier Staffeln unterboten den bis dahin bestehenden Weltrekord von 3:16,0 min.

### Hochsprung
| Platz | Athlet           | Land | Höhe (m) |
| ----- | ---------------- | ---- | -------- |
| 1     | Bob King         | USA  | 1,94     |
| 2     | Benjamin Hedges  | USA  | 1,91     |
| 3     | Claude Ménard    | FRA  | 1,91     |
| 4     | Simeon Toribio   | PHI  | 1,91     |
| 5     | Harold Osborn    | USA  | 1,91     |
| 6     | Kazuo Kimura     | JPN  | 1,88     |
| 7     | André Cherrier   | FRA  | 1,88     |
| 7     | Pierre Lewden    | FRA  | 1,88     |
| 7     | Charles McGinnis | USA  | 1,88     |
| 7     | Mikio Oda        | JPN  | 1,88     |

Finale: 29. Juli

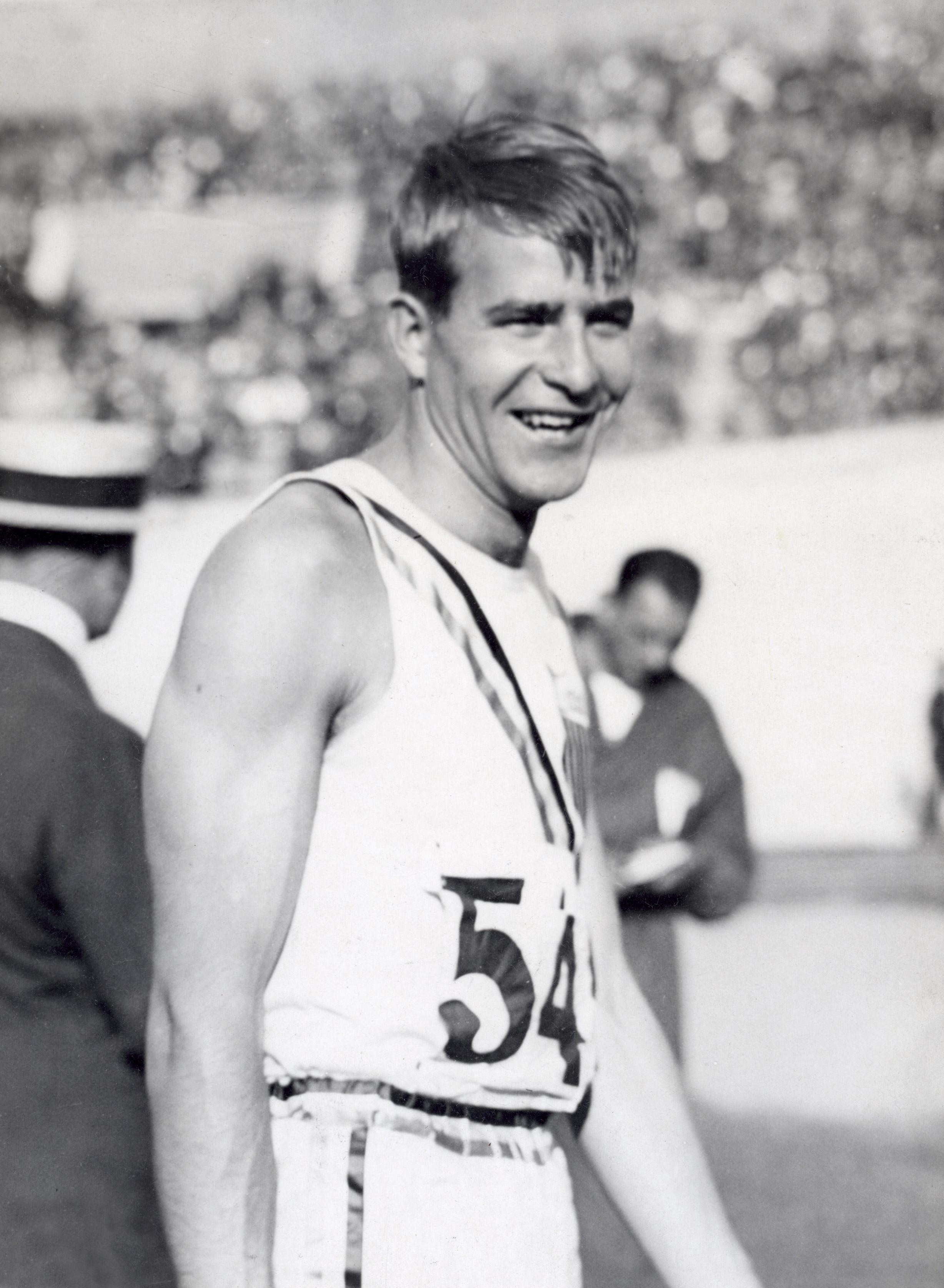
Olympiasieger Bob King

Für Topleistungen waren die Rahmenbedingungen in Amsterdam zu schlecht, der Anlauf war durch den Regen sehr weich geworden. Der US-Amerikaner Bob King übersprang als einziger die Höhe von 1,94 m. Das reichte diesmal aus, um Gold zu gewinnen. Sein Vorgänger Harold Osborn war ebenfalls dabei, hatte jedoch nicht mehr die Form von vor vier Jahren. Da es immer noch keine Mehrversuchs-/Fehlversuchsregel gab, ging Osborn in ein Stechen mit drei anderen Athleten, die alle 1,91 m übersprungen hatten, und wurde Fünfter. Silber ging an den US-Amerikaner Benjamin Hedges, Bronze gewann der Franzose Claude Ménard.

### Stabhochsprung

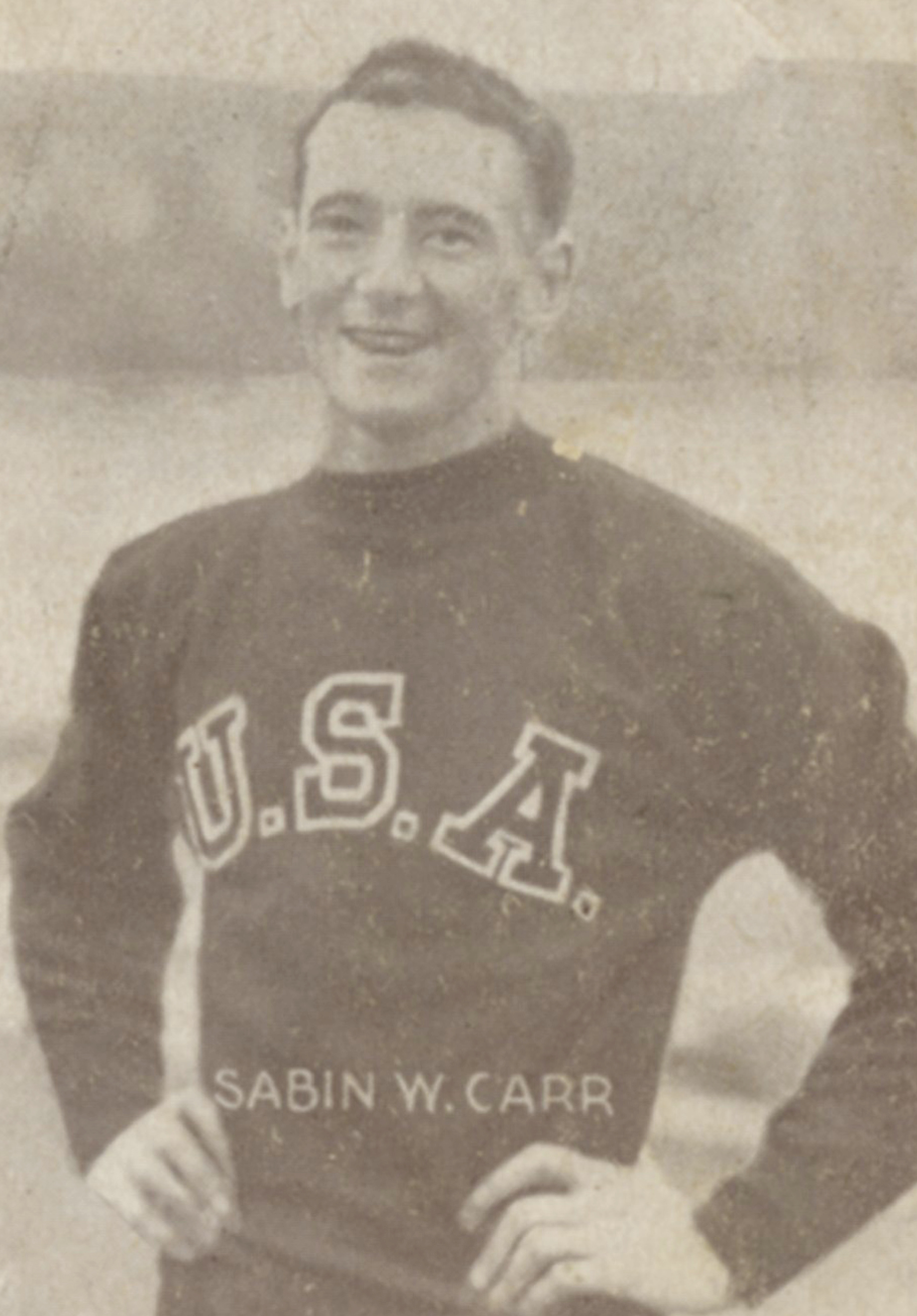
Sabin Carr – Olympiasieger mit olympischem Rekord

| Platz | Athlet                | Land | Höhe (m) |
| ----- | --------------------- | ---- | -------- |
| 1     | Sabin Carr            | USA  | 4,20 OR  |
| 2     | William Droegemueller | USA  | 4,10000  |
| 3     | Charles McGinnis      | USA  | 3,95000  |
| 4     | Victor Pickard        | CAN  | 3,95000  |
| 5     | Lee Barnes            | USA  | 3,95000  |
| 6     | Yonetaro Nakazawa     | JPN  | 3,90000  |
| 7     | Henry Lindblad        | SWE  | 3,90000  |
| 8     | János Karlovits       | HUN  | 3,80000  |

Finale: 1. August
Im Stabhochsprung hatte man ein Duell erwartet zwischen den beiden US-Amerikanern Lee Barnes, der als Olympiasieger von Paris und als Weltrekordler mit 4,30 m in den Wettkampf ging, und Sabin Carr, der in der Halle auch schon 4,29 m erreicht hatte. Barnes übersprang wie bei seinem Olympiasieg vor vier Jahren 3,95 m. Damit kam er allerdings nur in ein Stechen um die Bronzemedaille mit Charles McGinnis und Victor Pickard. McGinnis errang schließlich diese Bronzemedaille, Pickard wurde Vierter, Barnes Fünfter. Sabin Carr erfüllte die Erwartungen und wurde mit dem neuen olympischen Rekord von 4,20 m Olympiasieger vor seinem starken Landsmann William Droegemueller, der 4,10 m meisterte.

### Weitsprung
| Platz | Athlet           | Land | Weite (m) |
| ----- | ---------------- | ---- | --------- |
| 1     | Ed Hamm          | USA  | 7,73      |
| 2     | Silvio Cator     | HAI  | 7,58      |
| 3     | Al Bates         | USA  | 7,40      |
| 4     | Willi Meier      | GER  | 7,39      |
| 5     | Erich Köchermann | GER  | 7,35      |
| 6     | Hannes de Boer   | NED  | 7,32      |
| 7     | Ed Gordon        | USA  | 7,32      |
| 8     | Eric Svensson    | SWE  | 7,29      |

Finale: 31. Juli

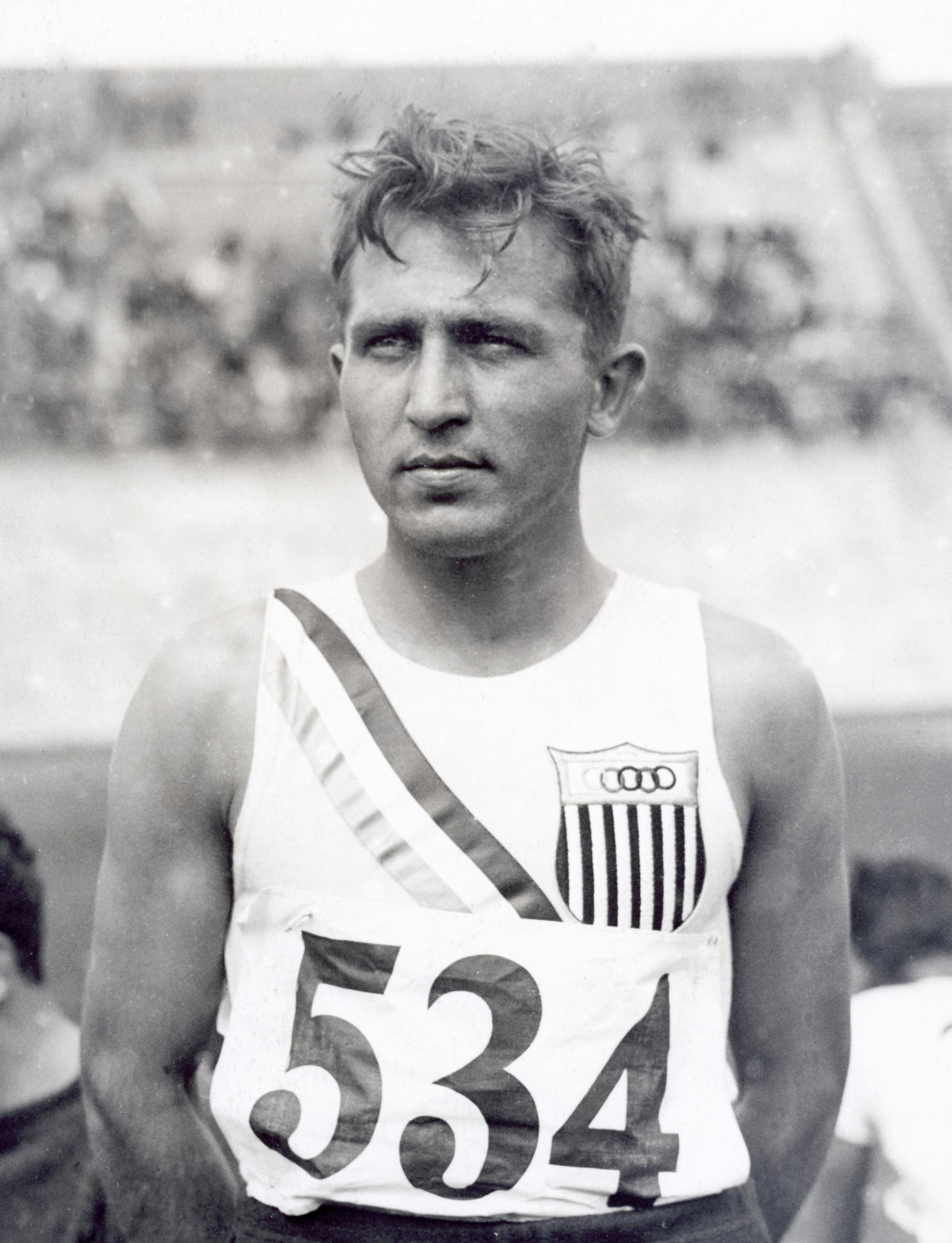
Weitsprungsieger Ed Hamm

Der Olympiasieger von 1924 William DeHart Hubbard war bei diesem Wettkampf auch am Start, war aber verletzt und überstand gerade einmal die Qualifikation. Sein Nachfolger wurde Ed Hamm, der mit 7,90 m den Weltrekord hielt und hier 7,73 m erzielte. Auf Platz zwei kam mit 7,58 m Silvio Cator aus Haiti, Dritter wurde der US-Amerikaner Alfred Bates. Nur einen bzw. fünf Zentimeter dahinter erreichten die beiden Deutschen Willi Meier und Erich Köchermann die Plätze vier und fünf.

### Dreisprung
| Platz | Athlet          | Land | Weite (m) |
| ----- | --------------- | ---- | --------- |
| 1     | Mikio Oda       | JPN  | 15,21     |
| 2     | Levi Casey      | USA  | 15,17     |
| 3     | Vilho Tuulos    | FIN  | 15,11     |
| 4     | Chūhei Nambu    | JPN  | 15,01     |
| 5     | Toimi Tulikoura | FIN  | 14,70     |
| 6     | Erkki Järvinen  | FIN  | 14,65     |
| 7     | Willem Peters   | NED  | 14,55     |
| 8     | Väinö Rainio    | FIN  | 14,41     |

Finale: 2. August

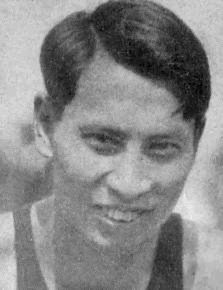
Oda Mikio – Gold im Dreisprung

Hier in Amsterdam begründete Oda Mikio die japanische Dominanz im Dreisprung für drei Olympische Spiele. Er siegte mit 15,21 m knapp vor dem US-Amerikaner Levi Casey, der 15,17 m sprang. Mit 15,11 m errang der inzwischen 33-jährige Olympiasieger von 1920 Vilho Tuulos die Bronzemedaille. Nick Winter, Olympiasieger von 1924 nahm zwar ebenfalls an diesem Wettkampf teil, hatte aber nicht mehr die Form von 1924 und landete auf dem elften Platz.

### Kugelstoßen
| Platz | Athlet          | Land | Weite (m) |
| ----- | --------------- | ---- | --------- |
| 1     | John Kuck       | USA  | 15,87 WR  |
| 2     | Herman Brix     | USA  | 15,75000  |
| 3     | Emil Hirschfeld | GER  | 15,72000  |
| 4     | Eric Krenz      | USA  | 14,99000  |
| 5     | Armas Wahlstedt | FIN  | 14,69000  |
| 6     | Wilhelm Uebler  | GER  | 14,69000  |
| 7     | Harlow Rothert  | USA  | 14,68000  |
| 8     | József Darányi  | HUN  | 14,35000  |

Finale: 29. Juli

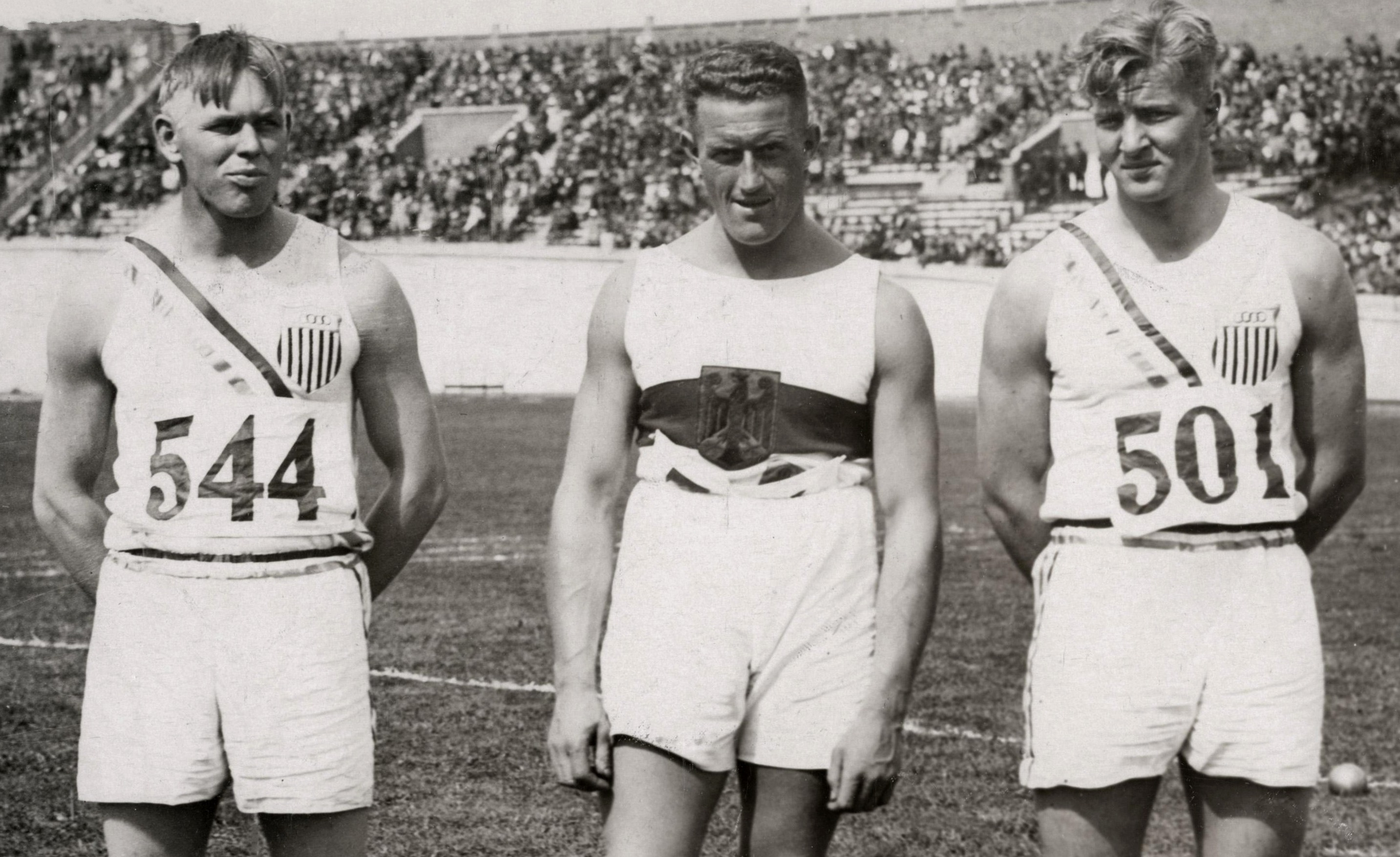
Die Medaillengewinner (v. l. n. r.): John Kuck (Gold), Emil Hirschfeld (Bronze), Herman Brix (Silber)

Wenige Wochen vor diesen Spielen hatte Emil Hirschfeld den lange bestehenden Weltrekord des früheren Olympiasiegers Ralph Rose auf 15,79 m verbessert und fuhr so als Mitfavorit nach Amsterdam. Als ihm gleich im ersten Versuch 15,72 m gelangen, sah es schon sehr nach einer Medaille für ihn aus. Die US-Amerikaner erwiesen sich als sehr nervenstark. Zunächst ging ebenfalls im ersten Versuch Herman Brix mit 15,75 m in Führung. Im vorletzten Durchgang steigerte sich John Kuck auf die neue Weltrekordweite von 15,87 m und errang die Goldmedaille. Ansonsten blieb die Reihenfolge unter den Medaillengewinnern aus dem ersten Versuch unverändert. Brix ging später zum Film und arbeitete unter dem Künstlernamen Bruce Bennett, um Verwechslungen mit dem österreichischen Schauspieler Hermann Brix zu vermeiden. Kurz nach den Spielen in Amsterdam übertraf Emil Hirschfeld mit 16,045 m als erster Athlet die 16-Meter-Marke.

### Diskuswurf

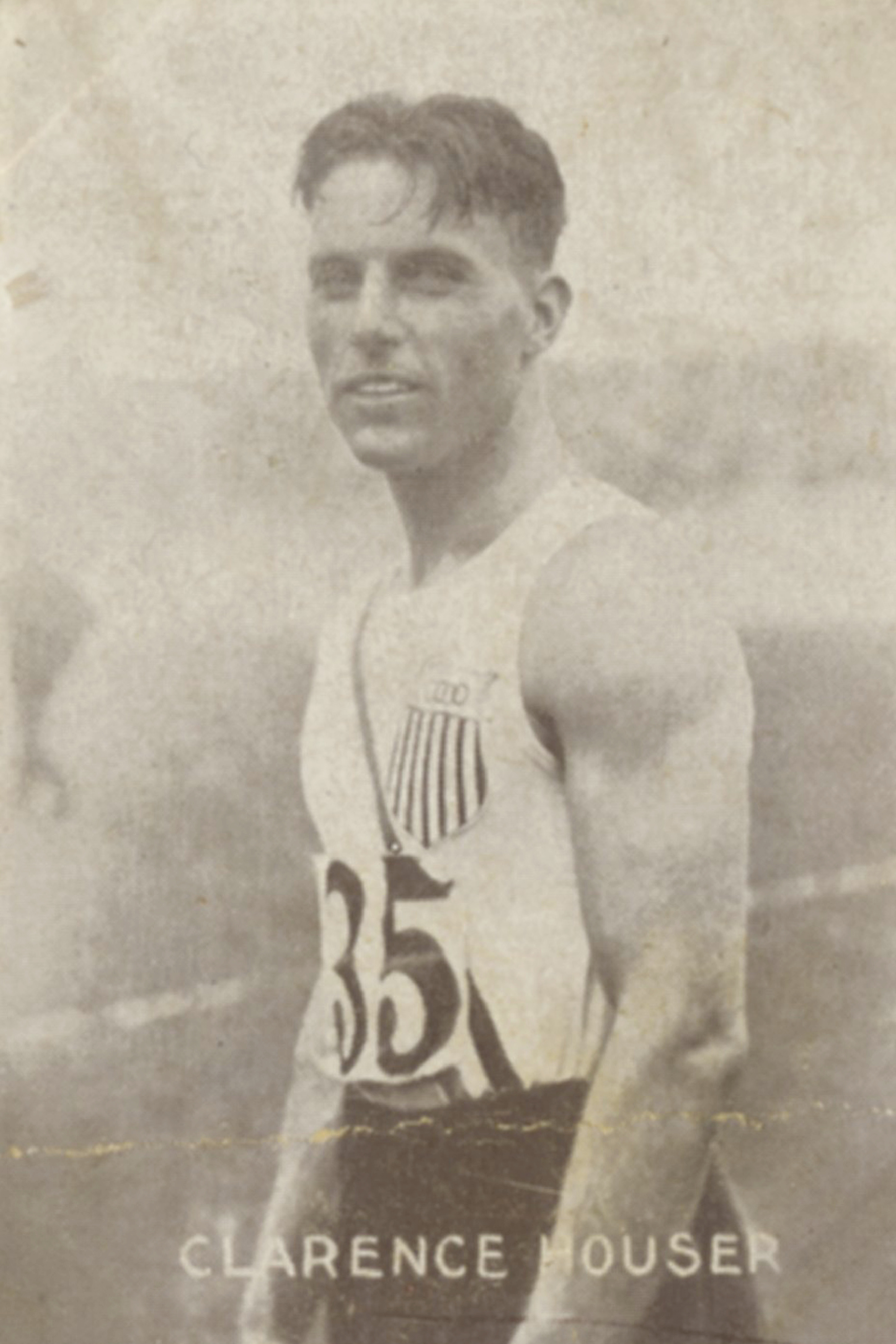
Olympiasieger Clarence „Bud“ Houser auf einer norwegischen Sammelkarte

| Platz | Athlet          | Land | Weite (m) |
| ----- | --------------- | ---- | --------- |
| 1     | Bud Houser      | USA  | 47,32 OR  |
| 2     | Antero Kivi     | FIN  | 47,23000  |
| 3     | James Corson    | USA  | 47,10000  |
| 4     | Harald Stenerud | NOR  | 45,80000  |
| 5     | John Anderson   | USA  | 44,87000  |
| 6     | Eino Kenttä     | FIN  | 44,17000  |
| 7     | Ernst Paulus    | GER  | 44,15000  |
| 8     | Johan Trandem   | NOR  | 43,97000  |

Finale: 1. August
Äußerst eng und sehr hochklassig war der Ausgang bei dieser Diskuswurfkonkurrenz. Drei Werfer übertrafen die 47-Meter-Marke. Die Goldmedaille sicherte sich Bud Houser, der bereits 1924 Olympiasieger war. Mit 47,32 m erzielte Houser, dessen eigentliche Vornamen Lemuel Clarence waren, einen neuen olympischen Rekord. Die weiteren Medaillen gingen an den Finnen Antero Kivi – Silber – und den US-Amerikaner James Corson – Bronze. Die deutschen Teilnehmer enttäuschten in dieser Konkurrenz. Hans Hoffmeister, der Anfang Juli mit 48,77 m einen offiziell nicht anerkannten Weltrekord erzielt hatte, schied schon in der Qualifikation aus. Ernst Paulus, Deutscher Meister mit 47,35 m, wurde Siebter.

### Hammerwurf

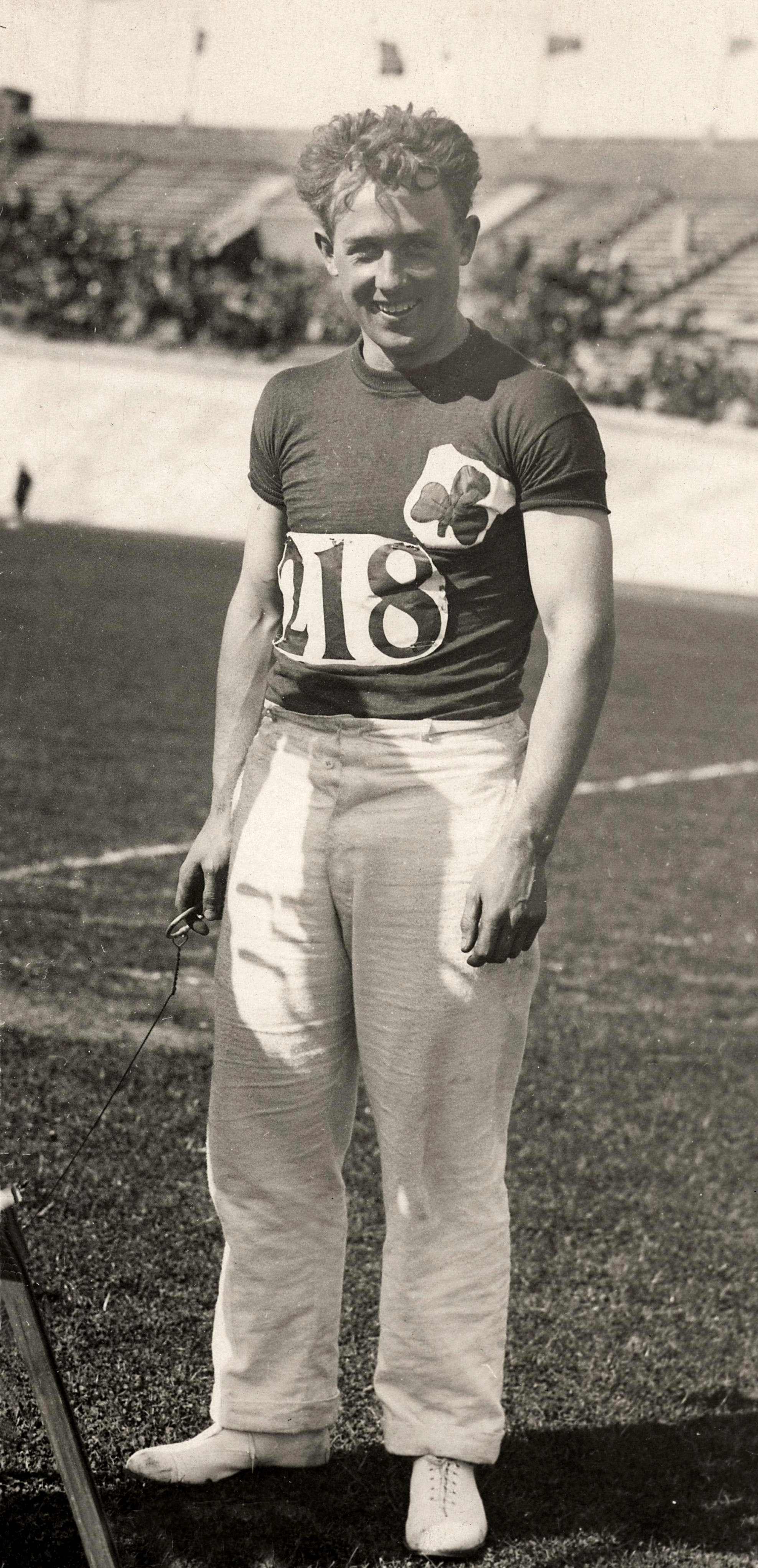
Hammerwurfsieger Pat O’Callaghan

| Platz | Athlet           | Land | Weite (m) |
| ----- | ---------------- | ---- | --------- |
| 1     | Pat O’Callaghan  | IRL  | 51,39     |
| 2     | Ossian Skiöld    | SWE  | 51,29     |
| 3     | Edmund Black     | USA  | 49,03     |
| 4     | Armando Poggioli | ITA  | 48,37     |
| 5     | Donald Gwinn     | USA  | 47,15     |
| 6     | Frank Conner     | USA  | 46,75     |
| 7     | Federico Kleger  | ARG  | 46,60     |
| 8     | Ricardo Bayer    | CHI  | 46,34     |

Finale: 30. Juli
Erst im Juni 1927 hatte Patrick O’Callaghan zum ersten Mal in seinem Leben einen Hammerwurfwettbewerb bestritten und dabei 41,49 m erzielt. Ein Jahr später übertraf er bei seinem letzten Test vor diesen Spielen mit 50,88 m erstmals die 50-Meter-Marke. In Amsterdam führte bis zum vorletzten Durchgang der Schwede Ossian Skiöld mit 51,29 m. Mit seinem letzten Versuch verbesserte sich O’Callaghan von bisher Platz drei auf den ersten Rang und gewann mit 51,39 m die Goldmedaille. Bronze ging an Edmund Black aus den USA. Das Niveau dieses Wettbewerbs war nicht so hoch wie vorangegangenen Olympischen Spielen. Sämtliche Siegesweiten seit 1908 lagen über der Weite des Olympiasiegers von 1928.

### Speerwurf
| Platz | Athlet         | Land | Weite (m) |
| ----- | -------------- | ---- | --------- |
| 1     | Erik Lundqvist | SWE  | 66,60 OR  |
| 2     | Béla Szepes    | HUN  | 65,26000  |
| 3     | Olav Sunde     | NOR  | 63,97000  |
| 4     | Paavo Liettu   | FIN  | 63,86000  |
| 5     | Bruno Schlokat | GER  | 63,40000  |
| 6     | Eino Penttilä  | FIN  | 63,20000  |
| 7     | Stanley Lay    | NZL  | 62,89000  |
| 8     | Johan Meimer   | EST  | 61,46000  |

Finale: 2. August

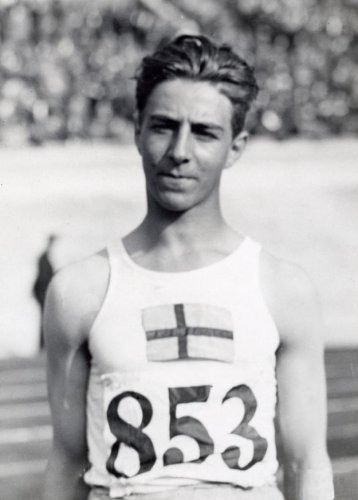
Olympiasieger Erik Lundqvist

Weltrekordler Eino Penttilä, der im Oktober 1927 die Weite von 69,88 m erzielt hatte, musste mit einer Fußverletzung zur olympischen Konkurrenz antreten. Fast aus dem Stand warf er 63,20 m, was immerhin noch zu Platz sechs reichte. Olympiasieger aber wurde der Schwede Erik Lundqvist. Seine 66,60 m aus dem Vorkampf bedeuteten gleichzeitig auch olympischen Rekord. Der Ungar Béla Szepes wurde Zweiter mit ebenfalls guten 65,26 m. Bronze ging mit 63,97 m an den Norweger Olav Sunde.

### Zehnkampf

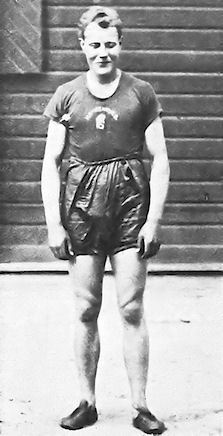
Gold im Zehnkampf: Paavo Yrjölä

| Platz | Athlet           | Land | P – offiz. Wert. | P – 85er Wert. |
| ----- | ---------------- | ---- | ---------------- | -------------- |
| 1     | Paavo Yrjölä     | FIN  | 8053,290 WR      | 6587           |
| 2     | Akilles Järvinen | FIN  | 7931,500000      | 6645           |
| 3     | Ken Doherty      | USA  | 7706,650000      | 6428           |
| 4     | James Stewart    | USA  | 7624,135000      | 6310           |
| 5     | Thomas Churchill | USA  | 7417,115000      | 6165           |
| 6     | Helge Jansson    | SWE  | 7286,285000      | 6111           |
| 7     | Ludwig Vesely    | AUT  | 7274,850000      | 6227           |
| 8     | Albert Andersson | SWE  | 7108,435000      | 6031           |

Datum: 3./4. August
Im Zehnkampf gab es einen finnischen Doppelsieg. Olympiasieger Paavo Yrjölä übertraf dabei als erster Athlet nach der damals gültigen Wertung von 1920 die 8000-Punkte-Marke und stellte damit einen neuen Weltrekord auf. Ebenfalls sehr stark präsentierte sich der Silbermedaillengewinner Akilles Järvinen. Ken Doherty aus den Vereinigten Staaten wurde Dritter.
Zur besseren Einordnung der Leistung sind die nach dem heutigen Wertungssystem von 1985 umgerechneten Punktzahlen mit angegeben. Nach dieser heute gültigen Tabelle wäre Järvinen Olympiasieger gewesen. Aber diese Vergleiche sind nur Anhaltswerte, denn als Grundlage müssen die jeweils unterschiedlichen Maßstäbe der Zeit gelten. Am auffälligsten wird das im Stabhochsprung, bei dem damals mit ganz anderen Stäben gesprungen wurde als heute.

## Resultate Frauen

### 100 m

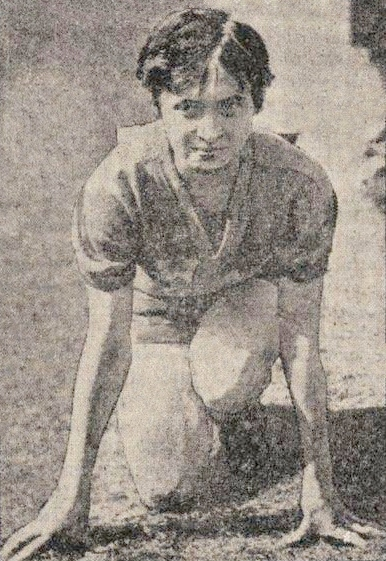
Sprintsiegerin Betty Robinson

| Platz | Athletin        | Land | Zeit (s) |
| ----- | --------------- | ---- | -------- |
| 1     | Betty Robinson  | USA  | 12,2 OR  |
| 2     | Fanny Rosenfeld | CAN  | 12,3000  |
| 3     | Ethel Smith     | CAN  | 12,3000  |
| 4     | Erna Steinberg  | GER  | 12,4000  |
|       | Myrtle Cook     | CAN  | DSQ000   |
|       | Leni Schmidt    | GER  | DSQ000   |

Finale: 31. Juli
Die Kanadierin Myrtle Cook war als Weltrekordlerin und Mitfavoritin nach Amsterdam gekommen. Nach zwei von ihr verursachten Fehlstarts wurde sie disqualifiziert. Leni Schmidt ließ sich von Cooks Nervosität anstecken und ihr passierte dasselbe. So kämpften nur noch vier Sprinterinnen um die ersten olympischen Medaillen im 100-Meter-Lauf der Frauen. Betty Robinson aus den USA gewann das Rennen in der olympischen Rekordzeit von 12,2 s. Silber und Bronze gingen an die beiden Kanadierinnen Fanny Rosenfeld und Ethel Smith. Für die Deutsche Erna Steinberg blieb Platz vier übrig. Es war ein enges Rennen, Steinberg lag nur zwei Zehntelsekunden hinter der Olympiasiegerin.

### 800 m

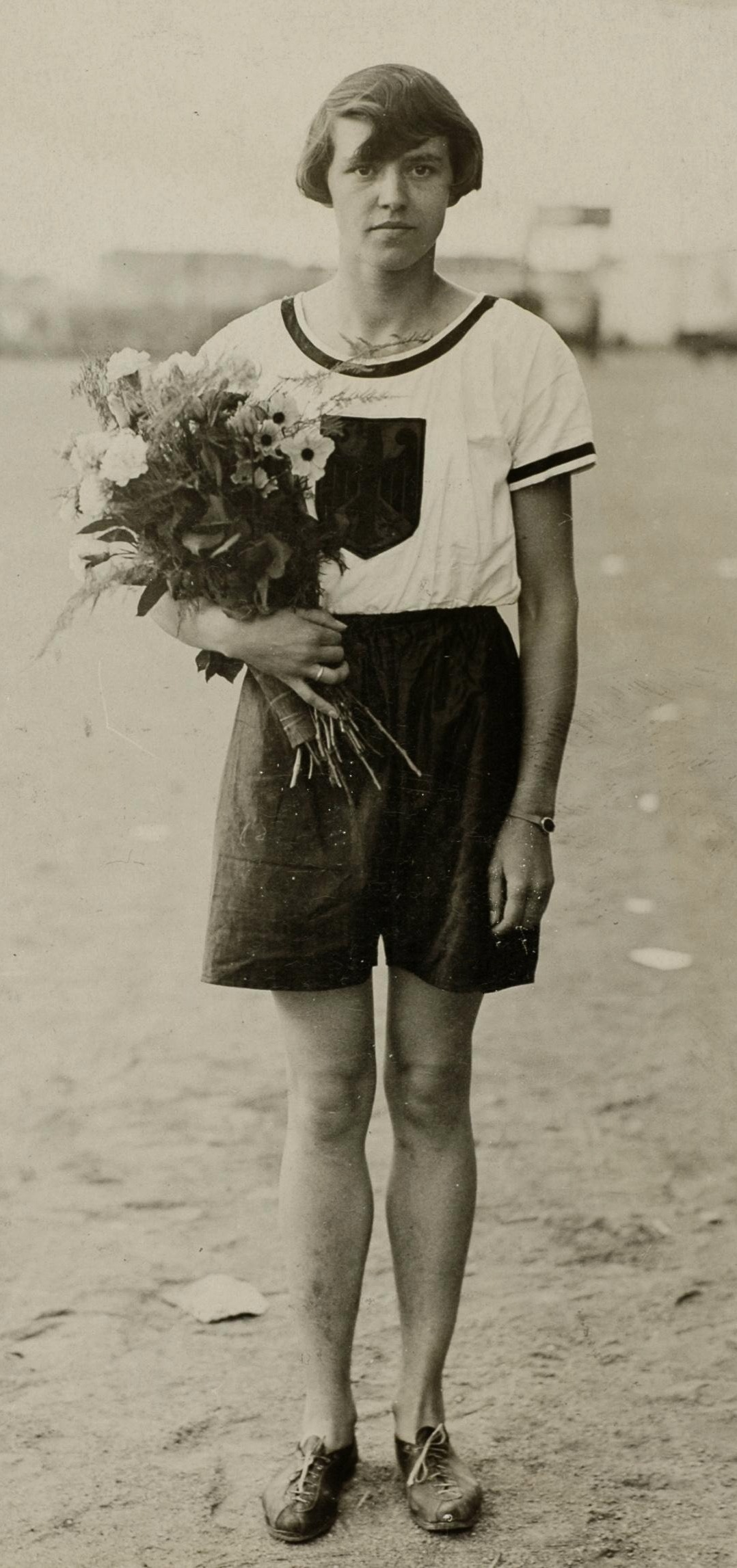
Lina Radke wurde die erste Olympiasiegerin auf einer Mittelstrecke

| Platz | Athletin           | Land | Zeit (min) |
| ----- | ------------------ | ---- | ---------- |
| 1     | Lina Radke         | GER  | 2:16,8 WR  |
| 2     | Kinue Hitomi       | JPN  | 2:17,6000  |
| 3     | Inga Gentzel       | SWE  | 2:17,8000  |
| 4     | Jean Thompson      | CAN  | 2:21,4000  |
| 5     | Fanny Rosenfeld    | CAN  | 2:22,4000  |
| 6     | Florence MacDonald | USA  | 2:22,6000  |
| 7     | Marie Dollinger    | GER  | 2:23,0000  |
| 8     | Gertruda Kilosówna | POL  | 2:28,0000  |

Finale: 2. August
Kurz nach dem Start setzten sich die beiden Deutschen Elfriede Wever und Marie Dollinger an die Spitze. Die Schwedin Inga Gentzel, die Anfang Juli mit 2:19,2 min einen nicht offiziell anerkannten Weltrekord gelaufen war, lag zur Hälfte mit einer Durchgangszeit von 64,2 s vorne. Dreihundert Meter vor dem Ziel zog Lina Radke einen langen Schlussspurt an, dem Gentzel nicht gewachsen war. Von hinten kam die Japanerin Kinue Hitomi auf und zog noch an der Schwedin vorbei zur Silbermedaille – sie war damit die erste japanische Medaillengewinnerin. Alle drei Läuferinnen blieben jeweils unter dem alten Weltrekord.
Stark aufgebauschte Presseberichte über angeblich erschöpft zusammengebrochene Sportlerinnen wurden als Vorwand genommen, um den 800-Meter-Lauf der Frauen aus dem olympischen Programm zu nehmen. Erst 1960 wurde er wieder eingeführt.

### 4 × 100 m Staffel
| Platz | Land               | Athletinnen                                                         | Zeit (s) |
| ----- | ------------------ | ------------------------------------------------------------------- | -------- |
| 1     | Kanada             | Fanny Rosenfeld Ethel Smith Florence Bell Myrtle Cook               | 48,4 WR  |
| 2     | USA                | Mary Washburn Jessie Cross Loretta McNeil Betty Robinson            | 48,8000  |
| 3     | Deutsches Reich    | Rosa Kellner Leni Schmidt Anni Holdmann Leni Junker                 | 49,0000  |
| 4     | Frankreich         | Georgette Gagneux Yolande Plancke Marguerite Radideau Lucienne Velu | 49,6000  |
| 5     | Niederlande        | Lies Aengenendt Rie Briejer Nettie Grooss Bets ter Horst            | 49,8000  |
| 6     | Königreich Italien | Luigia Bonfanti Giannina Marchini Derna Polazzo Vittorina Vivenza   | 53,6000  |

Finale: 5. August
Bereits im Vorlauf fiel der Weltrekord, den die Staffel des TSV 1860 München mit 49,7 s bei den diesjährigen deutschen Meisterschaften aufgestellt hatte. Im Finale war die kanadische Staffel mit den Silber- und Bronzemedaillengewinnerinnen über 100 Meter Fanny Rosenfeld und Ethel Smith noch einmal schneller und gewann die Goldmedaille in der neuen Weltrekordzeit von 48,3 s. Die Silbermedaille erliefen sich die US-Frauen mit der 100-Meter-Olympiasiegerin Betty Robinson als Schlussläuferin in 48,8 s. Mit 49,0 s lagen die deutschen Läuferinnen nur knapp dahinter und gewannen die Bronzemedaille.

### Hochsprung

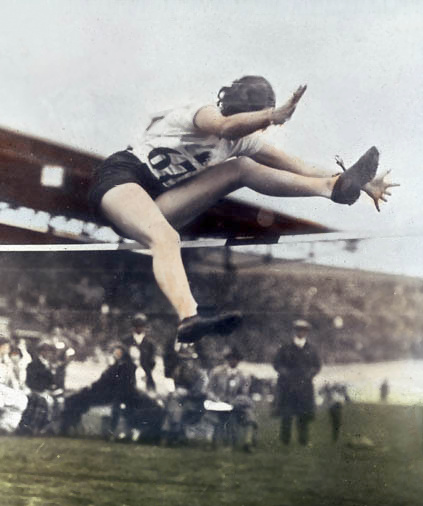
Ethel Catherwood – Hochsprunggold mit Weltrekord

| Platz | Athletin          | Land | Höhe (m) |
| ----- | ----------------- | ---- | -------- |
| 1     | Ethel Catherwood  | CAN  | 1,595 WR |
| 2     | Lien Gisolf       | NED  | 1,560000 |
| 3     | Mildred Wiley     | USA  | 1,560000 |
| 4     | Jean Shiley       | USA  | 1,510000 |
| 5     | Helma Notte       | GER  | 1,480000 |
| 6     | Marjorie Clark    | RSA  | 1,480000 |
| 7     | Inge Braumüller   | GER  | 1,480000 |
| 8     | Catherine Maguire | USA  | 1,480000 |

5. August
Im Hochsprung sicherte Lien Gisolf die einzige Leichtathletikmedaille für das Gastgeberland. Sie überquerte wie die US-Amerikanerin Mildred Wiley 1,56 m und gewann damit Silber vor Wiley. Die Goldmedaille ging an die Kanadierin Ethel Catherwood mit 1,595 m. Catherwood war eine Athletin, die viel Wert auf ihr Äußeres legte und bei ihren Wettkämpfen stets einen Lippenstift dabei hatte.

### Diskuswurf

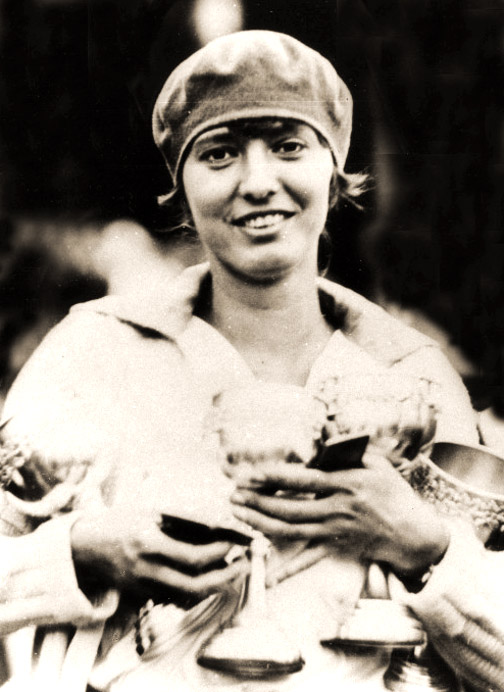
Diskuswurfsiegerin Halina Konopacka war die erste Frau, die Olympiagold in der Leichtathletik; gewann

| Platz | Athletin           | Land | Weite (m) |
| ----- | ------------------ | ---- | --------- |
| 1     | Halina Konopacka   | POL  | 39,62 WR  |
| 2     | Lillian Copeland   | USA  | 37,08000  |
| 3     | Ruth Svedberg      | SWE  | 35,92000  |
| 4     | Milly Reuter       | GER  | 35,86000  |
| 5     | Grete Heublein     | GER  | 35,56000  |
| 6     | Lisl Perkaus       | AUT  | 33,54000  |
| 7     | Maybelle Reichardt | USA  | 33,52000  |
| 8     | Genowefa Kobielska | POL  | 32,72000  |

31. Juli
Im Diskuswurf gab es für die Olympiasiegerin einen neuen Weltrekord. Mit 39,62 m blieb die Polin Halina Konopacka dabei nur knapp unter der 40-Meter-Marke. Lillian Copeland aus den Vereinigten Staaten gewann die Silbermedaille, Bronze ging an die Schwedin Ruth Svedberg. Nur sechs Zentimeter bzw. 36 Zentimeter dahinter belegten die beiden Deutschen Milly Reuter und Grete Heublein die Plätze vier und fünf.

## Videolinks
- Historic footage 1928 Olympic Games part 2, Colorized, youtube.com, Bereich: 0:13 min bis 3:23 min, abgerufen am 29. Juni 2021* Many Debuts At The Amsterdam Games - Amsterdam 1928 Olympics, youtube.com, Bereiche: (1) 0:00 min bis 0:52 min / (2) 1:11 min bis 1:23 min / (3) 1:24 min bis 1:37 min / (4) 2:04 min bis 2:20 min.
- Bewegte Geschichte: Olympische Sommerspiele in Amsterdam (17. Mai 1928), youtube.com
- (1928) De Olympiade te Amsterdam, youtube.com
- 928 Amsterdam Olympic Track and Field Highlights, youtube.com